# Armée des émigrés
 (janvier 2018).
L'armée des émigrés ou l'armée des princes est une armée contre-révolutionnaire constituée de personnes qui ont émigré depuis la France sous la Révolution française.
Entre 1789 et 1815, environ 140 000 personnes, les émigrés, quittent le territoire français, en raison des lois révolutionnaires, et ceci dès le lendemain du 14 juillet 1789 et de la prise de la Bastille. Les émigrés, monarchistes, craignent l'effondrement de la royauté. Beaucoup d'entre eux sont nobles, riches bourgeois ou bien prélats. Certains d'entre eux émigrent pour combattre la révolution de l’extérieur : c'est au milieu d'eux que se lève l'armée des émigrés.
L'armée des émigrés veut au début des guerres de la Révolution et de l'Empire marcher à l’avant-garde des armées ennemies de la révolution française, libérer la famille royale et rétablir la monarchie. Mais pendant cette campagne de 1792 les anciens adversaires de la France divisent ses effectifs, 20 000 hommes, en trois corps d'armées ne leur laissant à mener que des combats d’arrière-garde. Après la retraite et dans les années qui vont suivre, le but des princes va être de conserver une armée française à leur service et au combat contre les révolutionnaires, puis les troupes de Napoléon Bonaparte. Leur but est de pouvoir le jour de la victoire de leurs alliés s’asseoir à la table des négociations de paix, éviter un partage de la France rappelant celui de la Pologne et la mise en place d’une nouvelle dynastie – peut-être étrangère – sur le trône de France. Il faut donc une armée des émigrés non pour les affronter, mais pour rappeler son rôle dans les combats contre les armées révolutionnaires et rassurer les monarques étrangers sur les chances de la Restauration par les Bourbon d’une monarchie à Paris.
Pourtant, après la campagne de 1792, l'armée des princes se disperse tandis que celle de Condé continue de se battre, à la solde de l'Autriche, puis de l'Angleterre et de la Russie, jusqu'en 1801. Les princes ne vont pas pouvoir appliquer leurs plans. Les émigrés combattant la république vont soit être tués lors des combats et ne pas être remplacés, soit du temps de l’Empire retourner en France et même parfois combattre dans les armées napoléoniennes. Et puis les régiments et les légions soldées par les monarchies alliées vont disparaître et leurs hommes, surtout les officiers acceptent de servir des monarques étrangers. Cette insertion des émigrés dans l’armée prussienne, par exemple, va être un instrument fondamental pour l’intégration de la monarchie prussienne et cette émigration française contre-révolutionnaire, comme celle des huguenots au siècle précédent, vont faire en partie la force du militarisme prussien.

## Liste d'officiers français engagés dans l'armée des émigrés
Liste non exhaustive, à compléter.

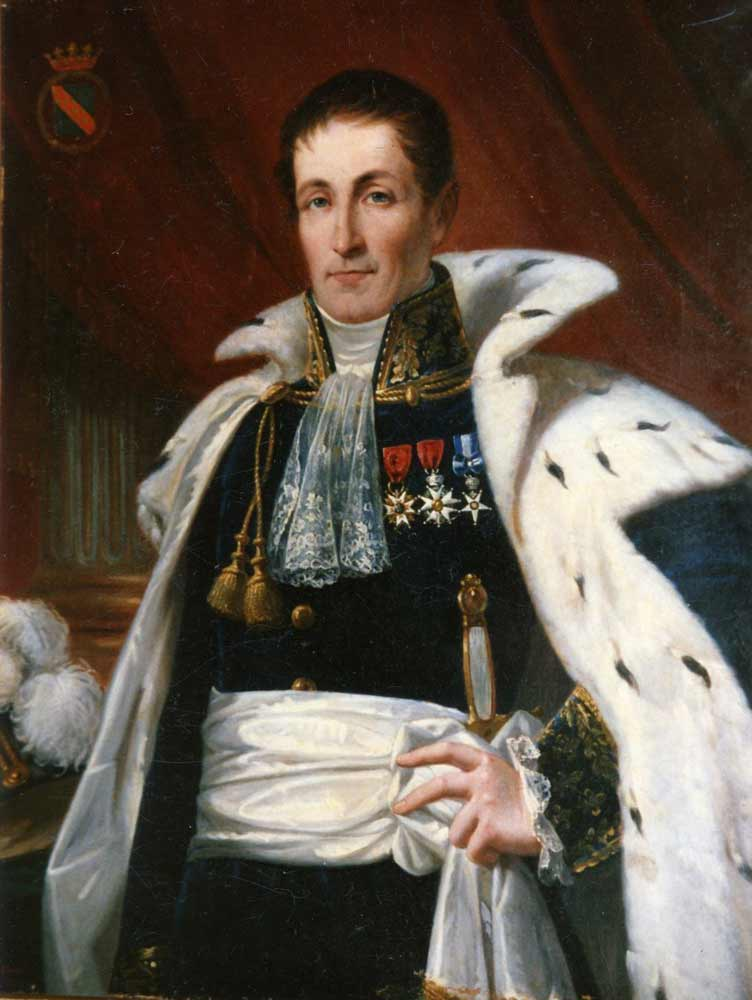
Louis-Marie-François de La Forest Divonne, pair de France.

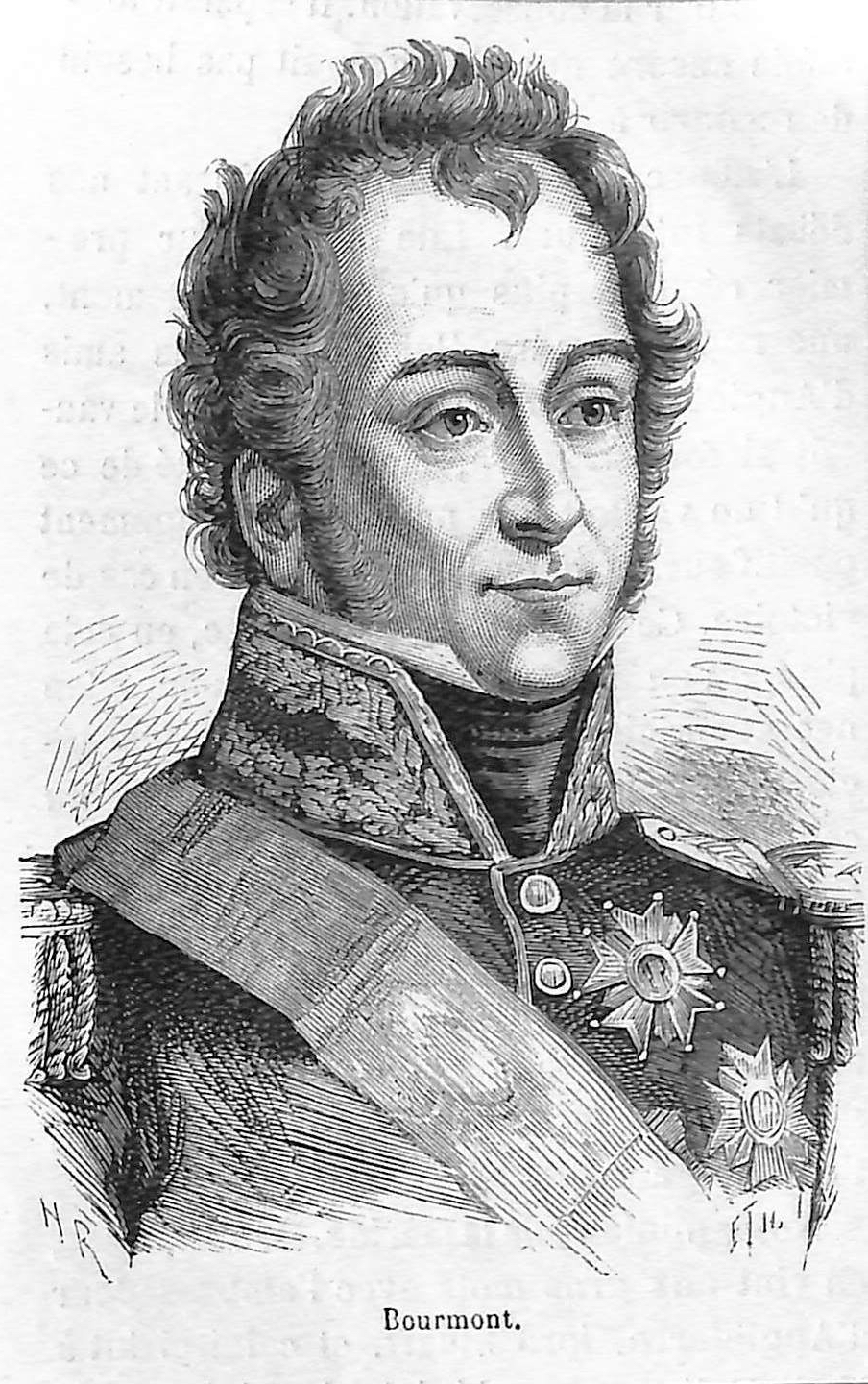
Louis Auguste Victor de Ghaisne de Bourmont.

- Guillaume-François Tardivet du Repaire
- Philippe François Maurice d'Albignac
- Alexandre Louis d'Allonville
- Armand François d'Allonville
- Armand Jean d'Allonville
- Louis d'Andigné
- Paul-Marie-Céleste d'Andigné de La Blanchaye
- François-Armand-Joseph d'Avoynes
- Hercule-Philippe-Étienne de Baschi du Cayla
- François-Frédéric de Béon
- Louis François Marie Bellin de La Liborlière
- Henri-René Bernard de la Frégeolière
- Bernard-Armand-Jean de Bernard du Port
- Auguste François Bucher de Chauvigné, dit Lowinski
- Joseph-Louis-Claude de Cadoine de Gabriac
- Philippe de Caffarelli du Falga (1757-1795)
- Louis-François Carlet de La Rozière
- François-Ignace Carpentier de Changy
- Armand de Chateaubriand
- François René de Chateaubriand
- Claude-Marie du Chilleau
- Claude-Antoine-Gabriel de Choiseul
- Gaspard Paulin de Clermont-Tonnerre
- Érasme Gaspard de Contades
- François-Jules-Gaspard de Contades
- Louis Gabriel de Contades
- Bernard de Corbehem
- Charles-César de Damas d'Antigny
- Roger de Damas d'Antigny
- Louis Dubois-Descours, marquis de la Maisonfort
- Pierre-Étienne Dumesnil Dupineau
- Armand-Charles-Daniel de Firmas-Périés
- Louis de France (1775-1844), duc d'Angoulême
- François Henri de Franquetot de Coigny
- Roch-Sylvestre Grignon de Pouzauges
- Jean-Pierre Armand de Guérin de la Chaise
- René-Charles Guilbert de Pixerécourt
- Fortuné Guyon de Rochecotte
- Armand François Hennequin d'Ecquevilly
- Louis Charles d'Hervilly, marquis de L'Eschelle
- Esprit Charles Clair de La Bourdonnaye
- François de La Laurencie
- François-Nicolas de la Noüe
- Cyrille Jean Joseph Lavolvène, dit Chevalier de la Volvène, dit Paraillousky
- Jacques Gabriel Louis Le Clerc de Juigné
- Damien Orphée Le Grand de Boislandry
- Antoine Le Picard de Phélippeaux
- Charles François Marie Le Prévost de Basserode
- Henri-Joseph, comte de Lambert
- Charles Hyacinthe Joseph Lespagnol de Grimbry
- Claude-Louis de Lesquen
- Charles-Julien Lioult de Chênedollé
- Louis Hippolyte Joseph de Maurès de Malartic
- Gabriel-Auguste de Mazancourt
- Victor François de Montchenu
- Claude Marin Henri de Montchenu
- Eugène-Alexandre de Montmorency-Laval
- Antoine Xavier Natal
- Claude-René Pâris, comte de Soulanges
- Pierre-Charles de Parseval de La Brosse
- Louis-Anselme-François Pasqueraye du Rouzay
- Pierre Marie Alexis du Plessis d'Argentré
- André Boniface Louis Riquetti de Mirabeau
- Germain-Hyacinthe de Romance
- Innocent-Adrien-Maurice de Roquefeuil
- Hippolyte-Marie-Guillaume de Rosnyvinen de Piré
- Adrien de Rougé
- Louis-Marie de Sade
- Claude-Armand de Sade
- Charles de Sombreuil
- Jean-Baptiste Symon de Solémy
- Alexandre-Charles-Louis de Valon du Boucheron d'Ambrugeac
- Cérice de Vogüé
- François de Wendel
- Louis François Achille de Perier, comte de Salvert

## Le recrutement

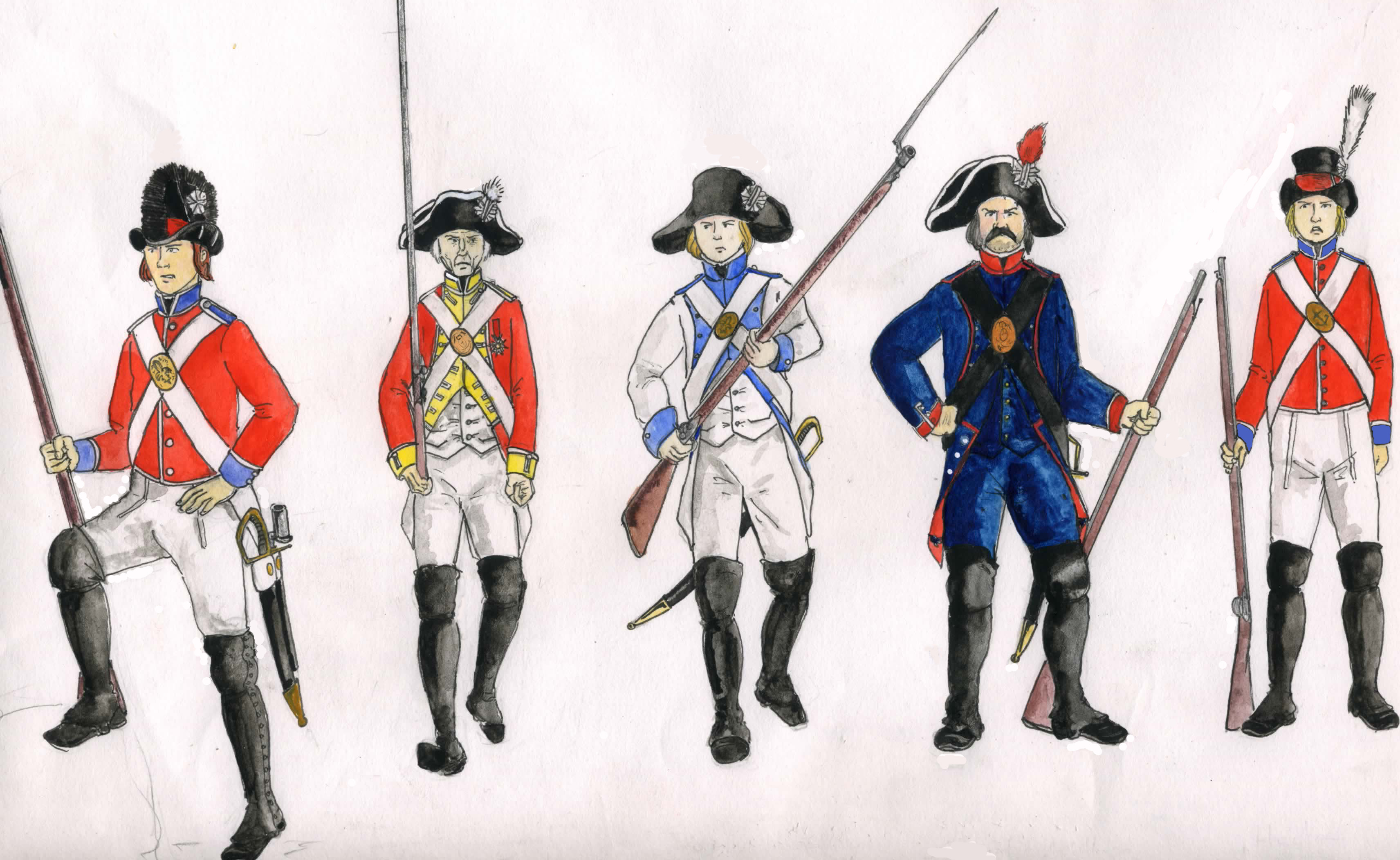
Soldats émigrés à la bataille de Quiberon :
1) Régiment du Dresnay, puis de Léon.
2) Régiment Loyal-Émigrant.
3) Régiment Royal-Louis, puis d’Hervilly.
4) Royal Artillerie.
5) Régiment Hector ou Marine Royale.

L’armée des émigrés est constituée à partir des émigrés qui cherchent refuge d'abord à Turin, en Italie, puis en Allemagne et en Autriche, plus tard en Angleterre et en Russie. Ils sont royalistes et fuient la révolution française. Mais tous les émigrés ne prennent pas les armes contre la république. Une partie d’entre eux cherchent juste à se soustraire à ses massacres et parfois à refaire leur vie à l’étranger en partant, par exemple, aux États-Unis. D’autre part, certains combattants contre-révolutionnaires ne combattent pas dans l’armée des émigrés, mais dans des unités composées de nationaux des monarchies alliées.
Une partie des opposants royalistes choisissent de ne pas quitter le sol français et de combattre dans les armées catholiques et royales ou participent à des insurrections royalistes ou fédéralistes ou bien encore à la chouannerie. Les contacts entre les contre-révolutionnaires de l’intérieur et de l’extérieur sont assez limités, sauf lors du débarquement des émigrés à Quiberon et lors du siège de Toulon (1793).
Les régiments et légions formés par des royalistes français opposés à la Révolution française sont très nombreux et ils ne combattent pas qu’aux frontières du Saint-Empire romain germanique. Mais il s’agit en réalité de faibles bandes formées :
- de nobles volontaires, issus de l’ancienne armée royale ou non, émigrés hors de France ;
- de troupes levées par ces nobles au moyen de subsides des monarchies européennes, ou sur leurs propres deniers ;
- d’unités de l’armée française retournées, comme le 4e régiment de hussards, ou le régiment de hussards de Bercheny
- de marins français sans activité du fait de la maîtrise anglaise des mers,
- de survivants du siège de Toulon (1793).

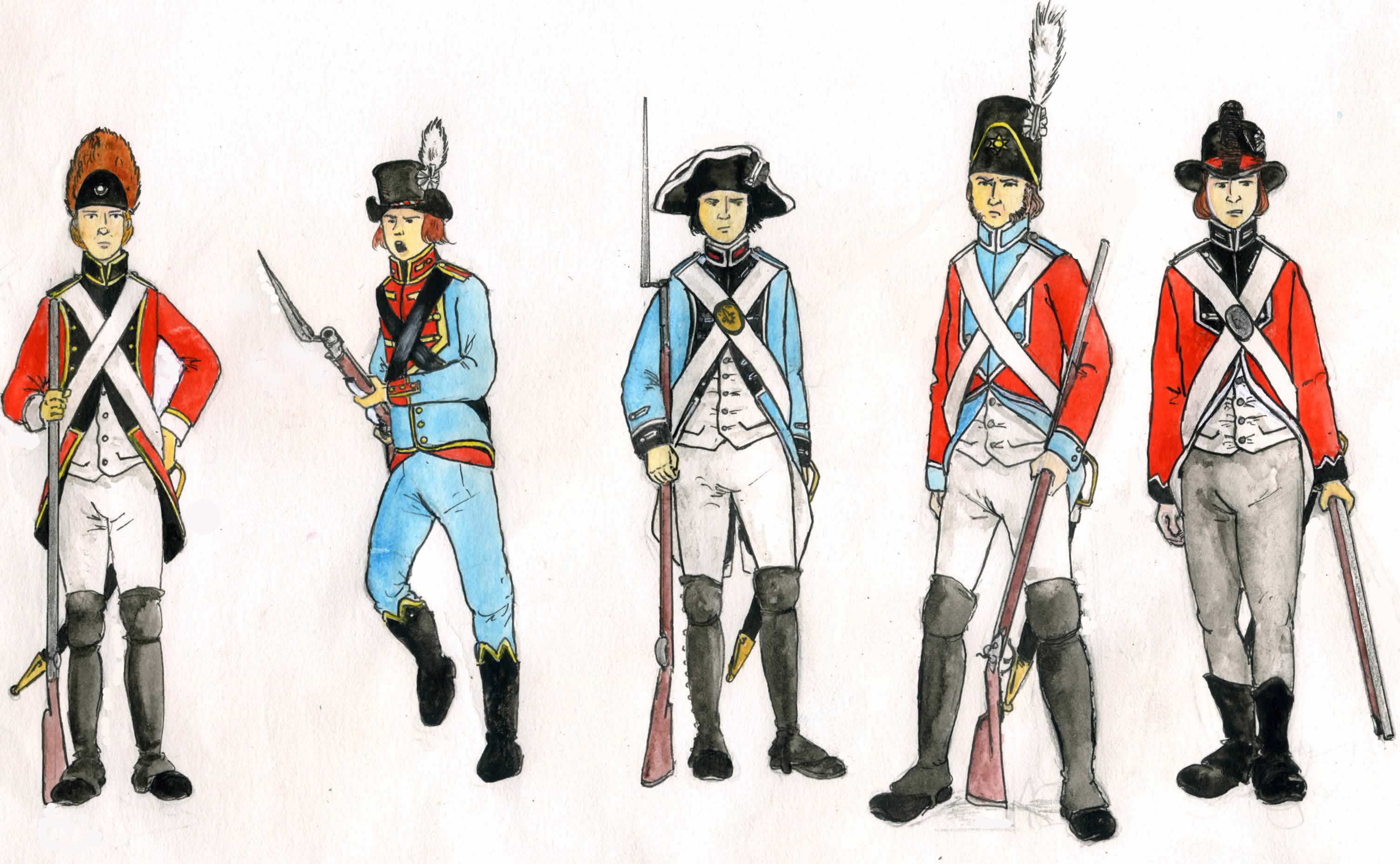
Soldats émigrés à la bataille de Quiberon :
1) Légion du Périgord.
2) Légion de Béon.
3) Légion de Damas.
4) Régiment de Rohan.
5) Légion de Salm-Kiburg.

Il ne faut non plus oublier que les soldats émigrés sont en réalité souvent des prisonniers des armées républicaines qui se sont engagés pour la solde ou ne pas croupir dans les prisons de Southampton et retourner en France, ou parfois par conviction. Mais les 400 soldats carmagnole, surnom des soldats républicains changeant de camp du Fort Penthièvre vont pour une partie d’entre eux déserter et renseigner Hoche.
Les officiers nobles servant dans les armées républicaines modifient leur nom pour dissimuler leur origine. On cite notamment les généraux du Gommier, du Merbion, Desaix de Veygoux, de Pérignon, de Richepanse, de Canclaux, d'Aboville, de Nansouty, d’Hédouville, de Menou, de La Grange, de Latour-Maubourg, de Gouvion-Saint-Cyr, Leclerc de Landremont ou le marquis de Grouchy et tant d’autres, issus de familles nobles. Le marquis de Grouchy, conduit d’ailleurs brusquement son régiment de Montmédy à Lunéville, pour empêcher que ses soldats soient emmenés par les recruteurs de l'armée des princes. Le général républicain Leclerc de Landremont déclare lors de son procès : « Nous étions neuf à l'armée du Rhin, de la même famille, non compris cinq qui servaient à l'armée du Nord et deux à l'armée de la Moselle ; pas un n'a émigré et ne porte les armes contre sa patrie ».
Les émigrés, nobles ou roturiers, sont privés par la révolution de leurs droits civils et de leurs terres, qui sont vendues comme biens nationaux. Ils sont rendus hors-la-loi par des décrets prévoyant leur condamnation à mort s'ils rentrent en France et leurs familles sont souvent persécutées. Les princes sont en général partisans mais ne combattent pas pour Louis XVI déchu et prisonnier, car ils savent le sort qui lui est réservé. Si une minorité soutient le futur Louis XVIII, qui va être régent à la mort de son frère, tous placent leurs espoirs dans le Dauphin, puis Roi Louis XVII. En 1802, Napoléon Bonaparte, Premier Consul, décrète une amnistie générale, dont seuls sont exclus quelques généraux de l’armée des émigrés.

## Liste des armées

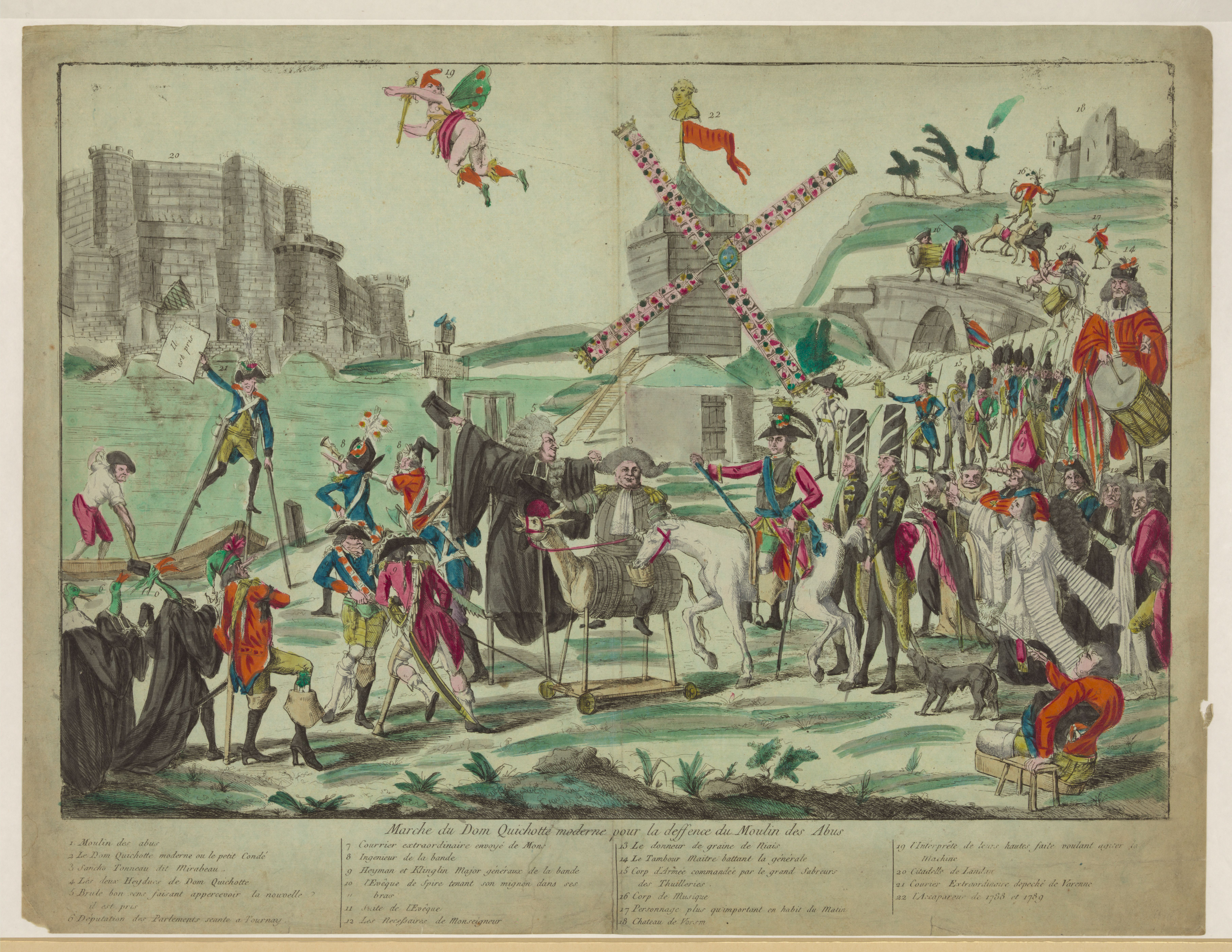
Marche du Don Quichotte moderne pour la défense du Moulin des Abus.
Caricature anonyme de 1791 montrant le prince de Condé en Don Quichotte accompagné du vicomte de Mirabeau (Mirabeau Tonneau) en Sancho Panza, entourés d'une armée de contre-révolutionnaires se portant à la défense du moulin des abus surmonté d'un buste de Louis XVI.

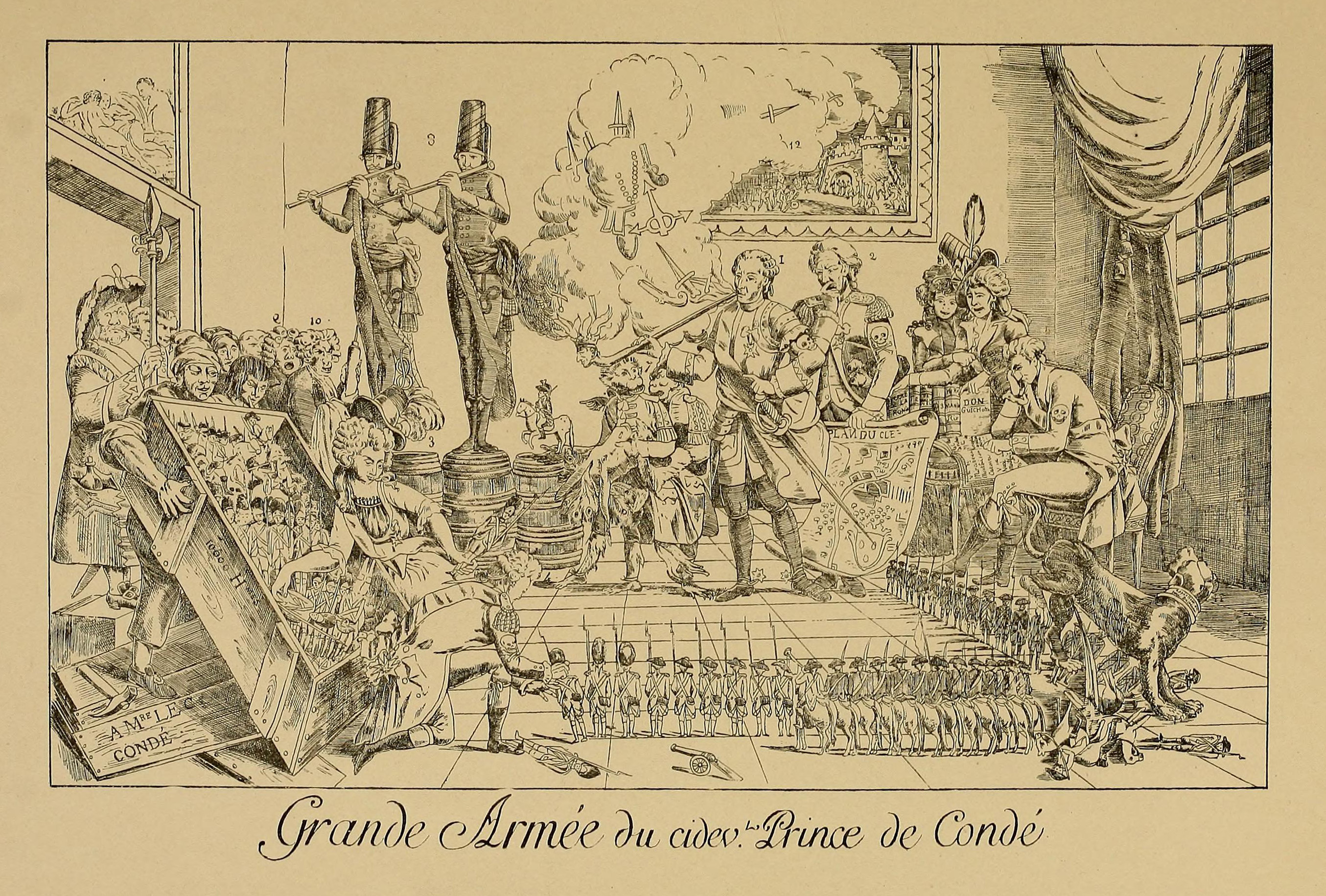
La Grande Armée du cidevant Prince de Condé. À gauche, Louise-Adélaïde de Bourbon-Condé déballe une armée de soldats de carton et les passe à Louis-Antoine de Bourbon-Condé ; à droite, le chien du Père Duchesne les renverse.

### Armée de Condé (1791-1801)
|                                                                                      |
| Les Condé, une famille au service des rois : le père Louis V Joseph de Bourbon-Condé |

|                                                  |
| Le fils Louis VI Henri de Bourbon-Condé en 1790. |

|                                                                                   |
| Le petit-fils, Louis-Antoine de Bourbon-Condé, le célèbre duc d'Enghien, en 1792. |

L'armée de Condé est une formation créée par Louis V Joseph de Bourbon-Condé, cousin du roi Louis XVI, pour lutter contre la révolution française. Se sentant menacé après la prise de la Bastille, il émigre aux Pays-Bas puis à Turin. Puis, en prévision de la guerre, il s'installe à Worms, sur les bords du Rhin, tandis que les frères du Roi établissent leur quartier général à Coblence. Dans cette petite ville, il crée l'armée qui va porter son nom. 27 officiers du régiment de Beauvoisis sont présentés au prince le 19 avril 1791.
Cette armée va participer aux guerres de la Révolution française de 1792 à 1801, aux côtés de l'armée autrichienne.
Comme l'armée des princes, elle compte dans ses rangs des aristocrates, comme son propre fils, Louis VI Henri de Bourbon-Condé, son petit-fils, Louis-Antoine de Bourbon-Condé (le « duc d'Enghien »), le duc de Richelieu, le duc de Blacas, le duc de Choiseul, le comte de Langeron, le comte de Damas, le comte de Montlosier, le Comte de Mauny, vicomte de Bonald et beaucoup de hobereaux comme François-René de Chateaubriand. Cette troupe compte presque autant d'officiers que de soldats. Des officiers élégants deviennent tout à coup soldats par dévouement pour la monarchie, c'est un corps où personne ne veut nettoyer son fusil, ni faire l'exercice, mais où chacun est prêt à se faire tuer et est d'une bravoure à toute épreuve, constate le chevalier d'Hespel.
Philippe-Jacques de Bengy de Puyvallée (1743-1823), ancien député de la noblesse du bailliage de Bourges, remarque qu'en novembre 1791, « il n'y a ni ébauche d'un vaste plan habilement conçu, ni ensemble dans les détails, ni liaison dès les rapports, tout est couvert du voile de la nudité totale… Cependant on organise des légions, des compagnies et tous les jours j'entends dire que nous serons en France au mois de janvier au plus tard, à la tête de 80 000 hommes et lors que je dis que je ne vois pas un caporal, on me soutient que les troupes marchent la nuit, à petits pelotons ».
Chateaubriand note que l'armée des émigrés est « un assemblage confus d'homme fait de vieillards, d'enfants descendus de leurs pigeonniers, jargonnant normand, breton, picard, auvergnat, gascon, provençal, languedocien ». Le corps de Condé fait meilleure figure en dépit des marches et contre-marches qui n'ont guère permis de parfaire son instruction militaire.
D'autres ne se posent pas de question de ce genre, le duc d'Enghien, comme son grand-père, « rêve de ramener les émigrés vers une patrie qu'ils avaient plus le droit d'habiter que ces hommes qui chaque jour la font rétrograder jusqu'à la barbarie ».
L'armée de Condé combat au début aux côtés des Autrichiens. Les 80 000 hommes promis à Puyvallée ne sont finalement que 20 000. Soucieux de contrôler étroitement les mouvements des émigrés, les Autrichiens et les Prussiens les tiennent à l'arrière des opérations militaires en 1792.
Après cette quasi inaction forcée de 1792, l'armée de Condé échappe à la dissolution générale des forces françaises émigrées. Stationnés dans le Pays de Bade, à Villingen, les Condéens restent tout l'hiver dans l'expectative quant à leur sort. En attendant, l'instruction se poursuit. Le 25 janvier 1793, un service funèbre est célébré dans l'église de la ville à la mémoire du roi Louis XVI, exécuté (selon eux, assassiné) quatre jours plus tôt.
Finalement, un émissaire du prince, le comte d'Ecquevilly, réussit à persuader l'empereur de conserver ce corps à sa solde. Condé devient Generalfeldmarschall, son fils, Louis VI Henri de Bourbon-Condé, Generalmajor. Pour la plus grande part, les autres grades supérieurs ne sont pas reconnus. Les soldats touchent sept sous (français) par jour. Condé réunit la masse des appointements (y compris les siens) et les répartit également entre tous sans tenir compte des grades.
Le corps est placé sous l'autorité du maréchal de Wurmser, qui est né en Alsace. En avril, l'armée est réorganisée sur le modèle autrichien. Il est convenu que la division Condé ne pourra excéder 6 000 hommes, or elle en compte déjà 6 400 à cette date ; le surplus est donc pris en charge par le prince.

#### Organisation de l'armée de Condé à l'été 1792

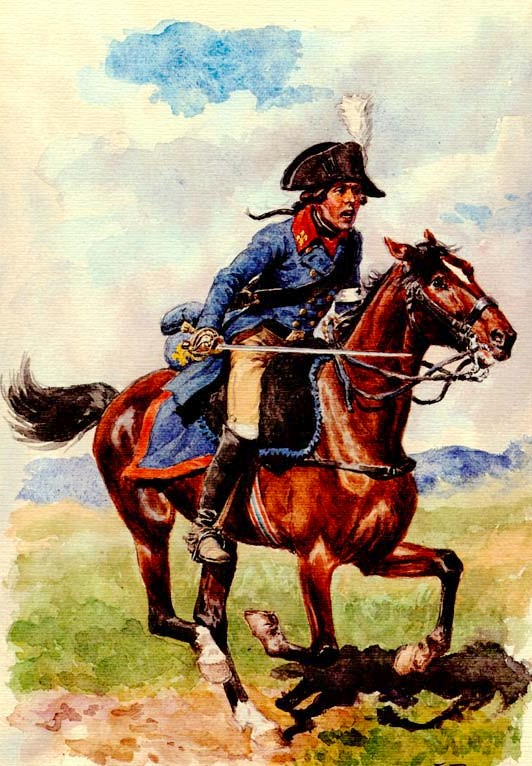
Uniforme de la Cavalerie noble. Les chevaliers de la couronne portent presque le même uniforme mais avec un casque.

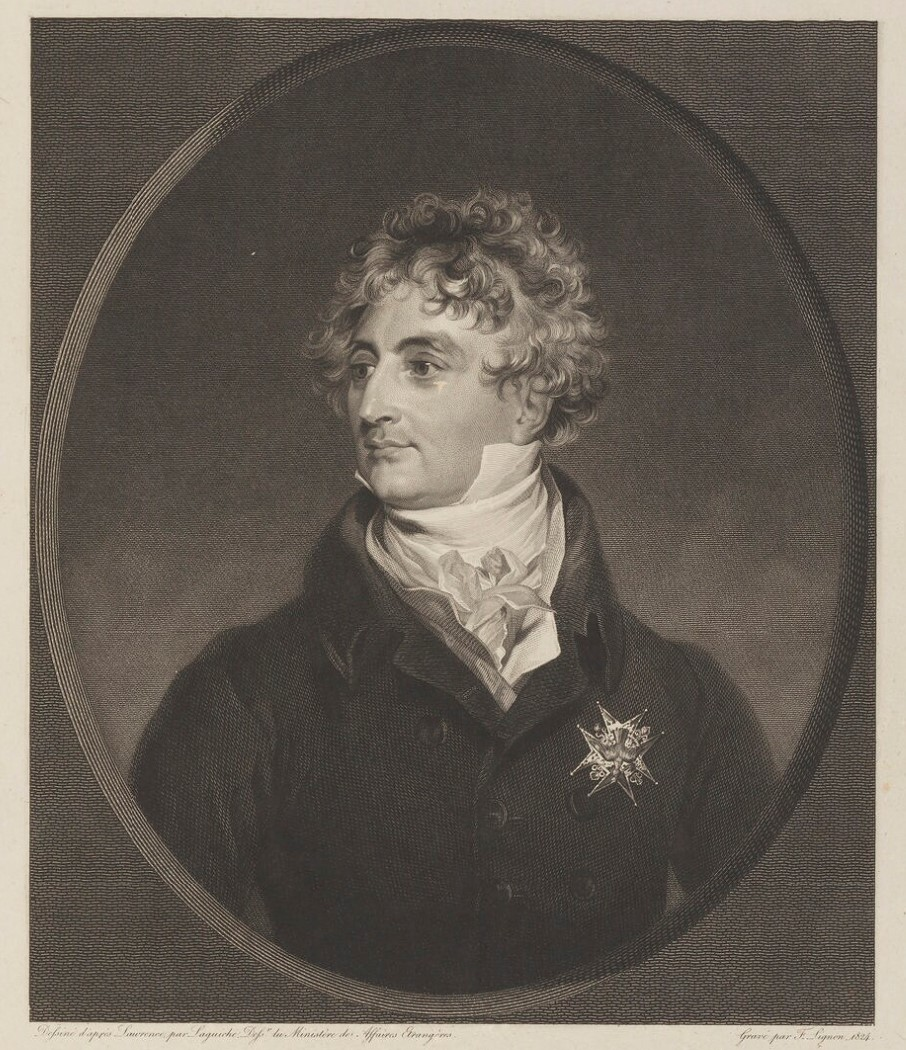
Le duc de Richelieu commande les chevaliers de la couronne, mais donne sa démission et est remplacé par le duc Marie-François d'Harcourt, neveu de François-Henri d'Harcourt.

À l'été 1792, alors que la guerre vient de commencer, l'armée de Condé compte environ 4 900 hommes.
- Infanterie :
  - le régiment noble à pied ou Infanterie noble (1 350 hommes env.) ;
  - la légion noire de Mirabeau (1 200 hommes env.) ;
  - le régiment d'Hohenlohe (600 hommes env.) ;
  - le régiment de Rohan (400 hommes env.) ;
  - la compagnie de quartier général (100 hommes env.).

- Cavalerie :
  - le régiment de cavalerie noble (560 hommes env.) ;
  - les chevaliers-dragons de la couronne (300 hommes env.) ;
  - l'escadron de Dauphin (100 hommes env.) ;
  - les hussards de Salm (200 hommes env.) ;
  - les cavaliers de la Prévôté (50 hommes env.).

#### Composition de l'armée de Condé en 1795
- Infanterie :

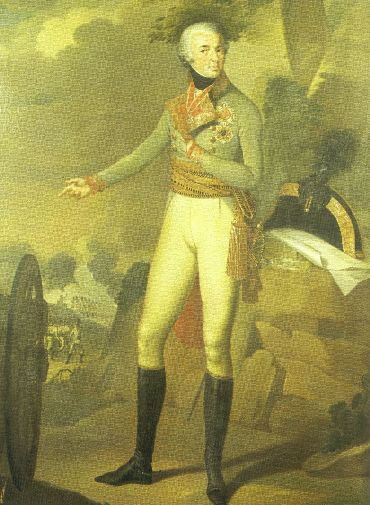
Louis Aloÿs de Hohenlohe-Waldenbourg-Bartenstein.

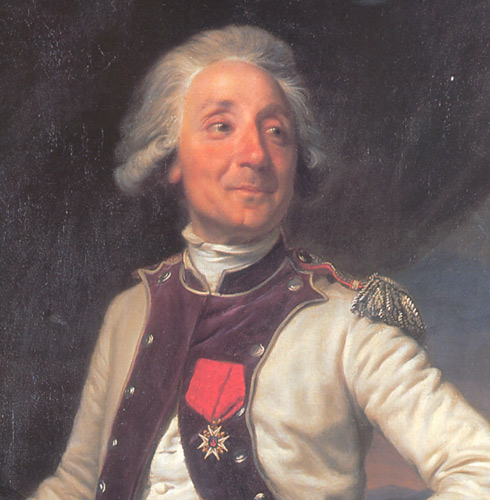
Jean-Baptiste Symon de Solémy portant les insignes de Chevalier de l'ordre de Saint-Louis.

  - le régiment des Chasseurs Nobles ;
  - la légion noire de Mirabeau, puis légion de Damas ;
  - le régiment d'Hohenlohe ;
  - le régiment de Roquefeuil (tué près d’Augsbourg en 1796) puis de Lascaris-Vintimille ;
  - le régiment Alexandre de Damas ;
  - le régiment de Montesson.

- Cavalerie :
  - le 1er régiment noble ;
  - le 2e régiment noble ;
  - le régiment du Dauphin cavalerie ;
  - les hussards de la Légion de Damas ;
  - les hussards de Baschi de Cayla ;
  - les chasseurs de Noinville ;
  - les dragons de Fargues ;
  - les chasseurs d'Astorg ;
  - les dragons de Clermont-Tonnerre ;
  - les cuirassiers de Furange ;
  - les chevaliers de la couronne[13].

En 1796, l'armée combat en Souabe et en Bavière au sein des forces impériales commandées par l’archiduc Charles face au général Moreau. 
Le 14 juillet, l’armée de Condé soutient un combat acharné dans les gorges d'Ellmunster et de Schweighausen face au général Abbatucci. Le 13 août, le corps de Condé s’oppose aux troupes républicaines de Moreau et notamment de la division Ferino à Oberkammlach. Fin août, Condé fait face à la brigade d’Abbatucci du côté de Munich.  En 1797, l'Autriche signe le Traité de Campo-Formio avec la Première République française, mettant fin officiellement aux hostilités contre les Français.
Avec la fin de la Première Coalition, l'armée de Condé passe au service du tsar Paul Ier de Russie et est stationnée en Pologne. Ils combattent début 1799 en Galicie avec Alexandre Souvorov, puis en Suisse quelques mois plus tard. Après la deuxième bataille de Zurich, les troupes émigrées de Condé perdent le combat et la ville de Constance face aux soldats du général républicain Gazan le 7 octobre 1799. 
En 1800, quand la Russie quitte la Deuxième Coalition, il se remettent au service des armées anglaises et combattent en Bavière. Après avoir fait en pure perte des prodiges de valeur à Wissembourg, à Haguenau, à Bentheim, le prince est obligé de congédier son armée et se retire en 1800 en Grande-Bretagne avec son fils.

#### La guerre

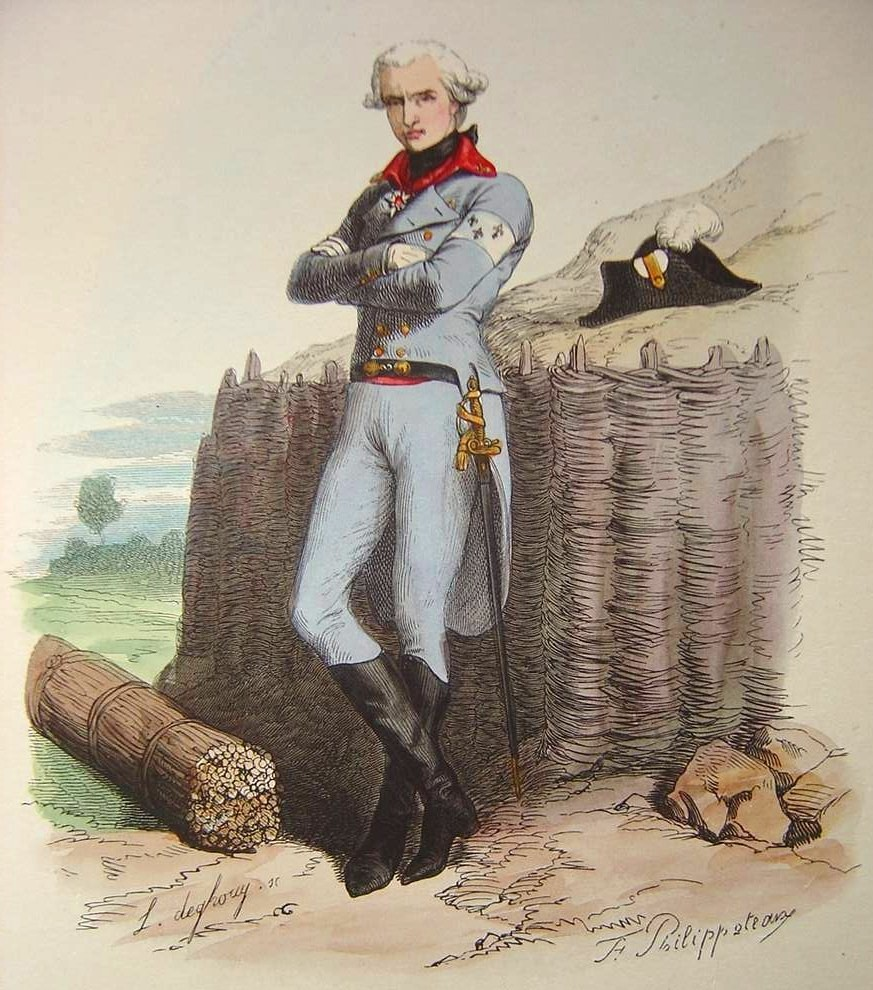
Le Régiment noble à pied de Condé ou Infanterie noble.

Le 19 août 1793, l'armée de Condé s'empare de Jockgrim,  Wörth et Pfotz, le long du Rhin. La contre attaque des républicains de nuit est repoussée, et permet à l'armée de Condé de s'emparer de Hagenbach et Büchelberg : les pertes républicaines sont lourdes : 3 000 hommes et 18 canons. L'armée de Condé est alors mise à l'ordre de l'armée autrichienne.
Le 1er décembre 1793, les dernières attaques de l'armée de la Moselle avaient nécessité des mouvements dans celle du Rhin. Le 11 frimaire, le général Pichegru voulant tâter toute la ligne ennemie, fait d'abord attaquer, sans succès, vers le centre le village de Berstheim, en avant d'Haguenau, occupé par les émigrés. Le lendemain, l'artillerie ayant recommencé l'action, l'infanterie, d'abord entièrement en tirailleurs, s'étant réunie en colonne au signal convenu, force le village où se trouvait le régiment des émigrés de Mirabeau et celui d'Hohenlohe, autrichien, lorsque le prince de Condé, qui était posté en arrière avec son infanterie, entre dans le village sur quatre colonnes, et le reprend l'épée à la main ; en même temps sa cavalerie qui l'avait dépassé sur la droite, ayant rencontré la cavalerie républicaine, la bat, s'empare de sept canons, et met hors de combat environ 200 hommes.
Après l'action, le maréchal de Wurmser ayant rendu visite au prince, et celui-ci lui ayant demandé :

« — Eh bien, monsieur le maréchal, comment trouvez-vous ma petite infanterie ?
— O ! Monseigneur, répond Wurmser, elle grandit sous le feu. »

Louis Blanc commentera ainsi ce propos : « Le mot est, non d'un courtisan, mais d'un soldat : il est vrai. »

#### Les troupes

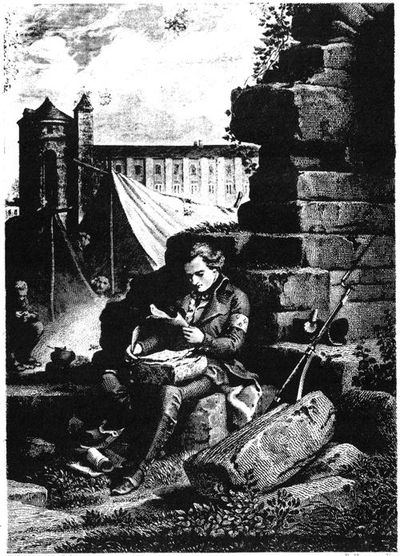
M. de Chateaubriand à l'armée de Condé.

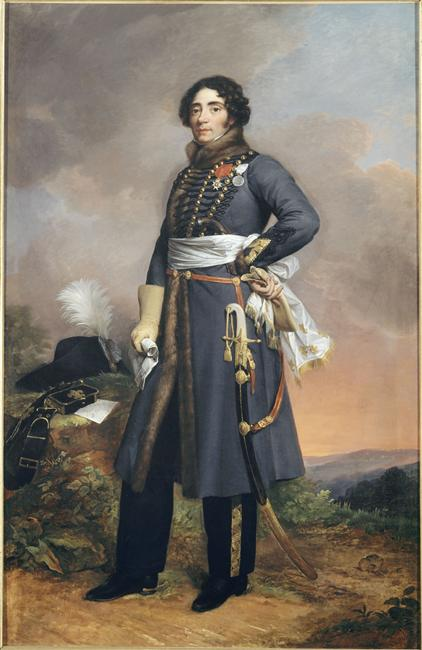
Le comte Louis de Frotté et Antoine-Philippe de La Trémoille prennent du service aux Chevaliers de la couronne.

Comme le remarque un ministre[réf. nécessaire] du futur Louis XVIII, le baron Jean-François Henri de Flachslanden, dans une lettre au duc François-Henri d'Harcourt en février 1793 : 

« Les émigrés, individuellement fort braves, sont de mauvaise infanterie, et qu'il faudrait que ce corps fût soutenu et guidé par une troupe plus accoutumée à la discipline et à la fatigue. Les enfants, les vieillards, les gens de cabinet remplissent les rangs. Ils tombent après une marche, ils encombrent les hôpitaux. Les capitaines qui portent le mousquet savent le prix de leur dévouement, et exigent que leurs camarades qui leur servent de chef ne les traitent pas en simples soldats. »

Louis Ambroise du Dresnay, marquis, colonel du régiment du Dresnay, puis de Léon est du même avis :

« Les légions composées de gentilshommes, réduits à la paye et au service de soldat, ont été détruites par la maladie ; si on en excepte quelques individus vigoureusement constitués, tous ceux qui ont échappé à la mort sont revenus dans un état d'épuisement et d'infirmités dont ils se ressentiront toute leur vie. Former des corps de gentilshommes-soldats, ce serait donc achever de détruire les restes de la noblesse française dont la moitié a déjà péri. »

Et puis il y a le problème des soldats carmagnoles, prisonniers ou déserteurs des armées républicaines incorporés dans l’armée des émigrés. Condé avoue au cardinal de La Fare :

« Transformer en soldats du Christ ces hommes qui encombraient les prisons de Vienne et les pontons d'Angleterre n'était pas une inspiration heureuse. »

Un autre problème pour les unités militaires des émigrés est l’argent. Le Régent et son frère distribuent les faveurs, les missions rétribuées, les honneurs de cour aux émigrés qui les entourent; les émigrés qui se livrent à de petites industries vivent dans une aisance relative au milieu des villes tandis que les émigrés qui portent les armes sont dans la misère. Outre la solde dérisoire, les Autrichiens ne leur fournissent ni artillerie, ni hôpitaux.
Outre leurs conditions de vie lamentables, les émigrés sont sûrs s’ils sont faits prisonniers d’être fusillés et les volontaires de Paris quelquefois donnent le plaisir d'égorger les nobles. Cette sauvagerie des membres des clubs et des commissaires de la Convention fait que parfois les troupes de ligne les relâchent. Louis Aloÿs de Hohenlohe-Waldenbourg-Bartenstein, fait prisonnier, est merveilleusement bien traité par les officiers républicains, qui lui demandent en échange de l’avancement pour leurs amis qui servent dans son régiment. Plus désintéressés, les officiers de Moreau ou les chirurgiens sauvent la vie à des dizaines de prisonniers.
Le paysan allemand est plus dangereux que le républicain français pour le soldat de Condé.

#### Les Condéens pairs de France

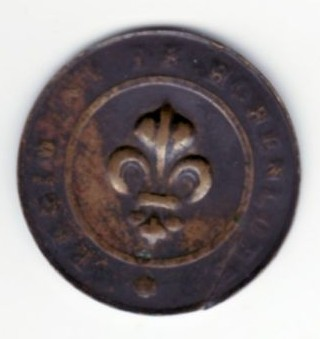
Régiment d'Hohenlohe.

Parmi les Condéens auxquels le Roi confère la dignité de pair de France, se trouvent :
MM. de Brissac, Claude-Antoine-Gabriel de Choiseul, Louis-Marie-François de La Forest Divonne, Gaspard Paulin de Clermont-Tonnerre, Charles-César de Damas d'Antigny, Armand François Hennequin d'Ecquevilly, Étienne-Charles de Damas-Crux, François de Jaucourt, Antoine Charles Étienne Paul de La Roche-Aymon, Charles Marie de Beaumont d'Autichamp, d'Agout, Eustache de Béthisy, Hercule-Philippe-Étienne de Baschi du Cayla, Louis-Joseph Nompar de Caumont, Claude-Marie du Chilleau, Amédée d'Harcourt, Auguste Ferron de La Ferronnays, Cosme-Joseph de Beaupoil de Saint-Aulaire, François-Emmanuel Guignard de Saint-Priest et Jean de La Rochefoucauld-Bayers, Joseph-Gaspard d'Hoffelize, Louis Aloÿs de Hohenlohe-Waldenbourg-Bartenstein, Charles Philibert Gabriel Le Clerc de Juigné, Charles Marie Le Clerc de Juigné, Henry Comte de Mauny, Louis-François de Chamillart de La Suze, Frédéric-Séraphin de La Tour du Pin Gouvernet, Anne-Christian de Montmorency, Jules de Polignac, Elzéar-Louis-Zosime de Sabran, Anne Victor Denis Hurault de Vibraye, Charles du Houx de Vioménil, mais aussi François Henri de Franquetot de Coigny, Alexandre de Damas…

### Armée des Princes (1791-1792)

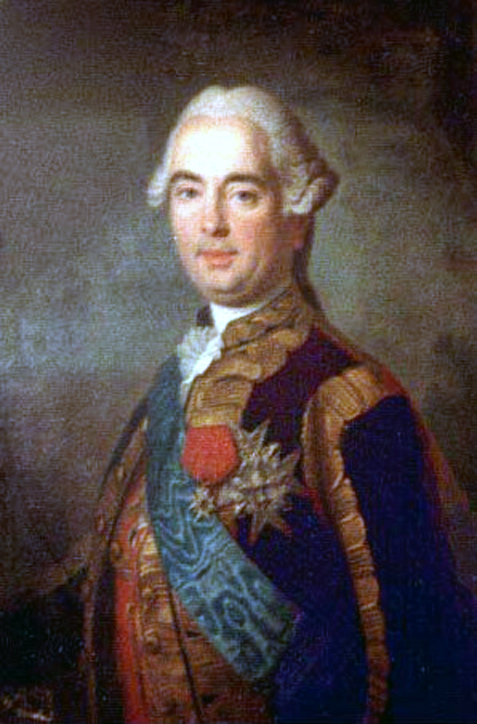
Victor-François de Broglie (1718-1804).

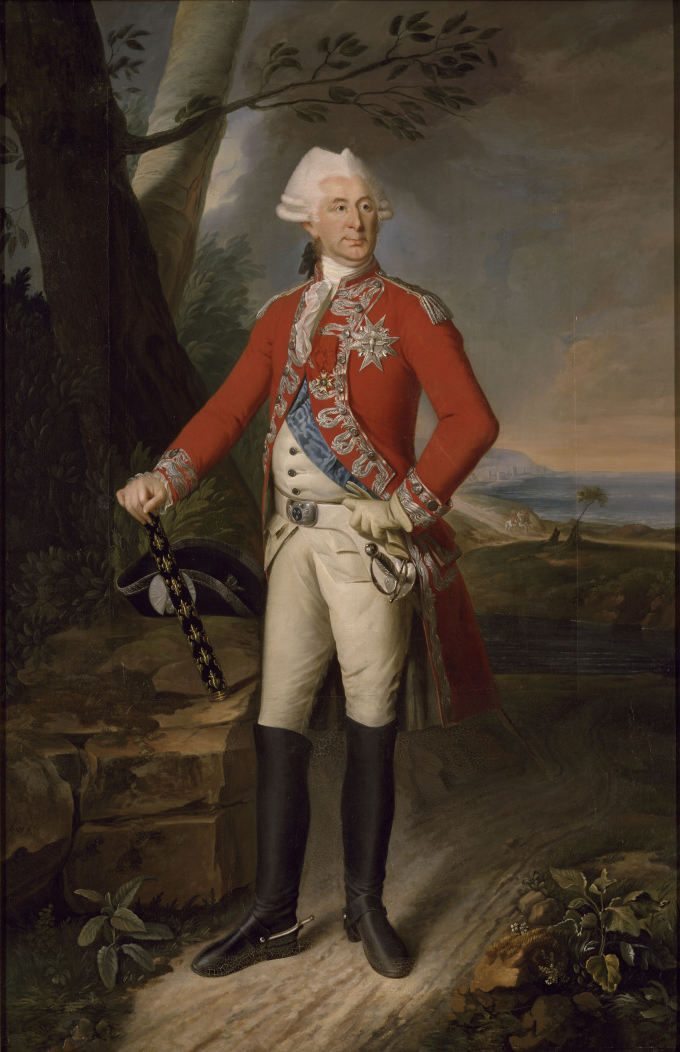
Charles Eugène Gabriel de La Croix de Castries.

En septembre 1791, Louis XVI est contraint d'accepter la constitution et les partisans d'un retour à l'Ancien Régime se font rares à Paris[réf. nécessaire]. Les princes ne cessent cependant pas de s'organiser en vue d'un retour en France à la tête d'une armée contre-révolutionnaire. Calonne les voit entrer dans le pays à la tête de leurs troupes revenues d'exil, « en véritables chevaliers français, l'on envoyait une trompette sommer les villes de se rendre, les portes s'ouvraient, les murailles tombaient. L'on arrivait à Paris au milieu des acclamations et des hommages, l'on rétablissait Madame de Polignac dans son salon et lui-même à la tête des affaires ».
« Ces hommes les plus à la mode, ceux qui ne pouvaient marcher que comme aides de camp, attendaient dans les plaisirs le moment de la victoire. Ils avaient de beaux uniformes tout neufs; ils paradaient de toute la rigueur de leur légèreté… Ces brillants chevaliers se préparaient par les succès de l'amour à la gloire, au rebours de l'ancienne chevalerie. Ils nous regardaient dédaigneusement cheminer à pied, le sac sur le dos, nous, petits gentilshommes de province, ou pauvres officiers devenus soldats… Cette émigration fate m'était odieuse ; j'avais hâte de voir mes pairs, des émigrés comme moi à six cents livres de rente » écrira Chateaubriand dans ses Mémoires d'outre-tombe.
Une armée est formée en 1792 en Allemagne, à Trèves, et est commandée par les maréchaux de Broglie et de Castries, sous l'égide des frères de Louis XVI : le comte de Provence et le comte d'Artois. Quelques personnes de la cour de Coblence conçoivent de la jalousie sur le nombre de gentilshommes, et particulièrement d'officiers, que la réputation militaire du prince de Condé et la considération dont il jouit dans l'armée, attirent sous ses drapeaux. Les hobereaux normands, qui vivent dans la plus grande misère sont témoins des rivalités entre Worms et Coblence, à Coblence entre les deux frères, et les favoris et ils disent avec le bon sens des gens de leur province : il faudrait cependant avoir un lit avant de tirer à soit la couverture.
Les princes français pensent qu’ils vont être partagés en trois corps d'armée, savoir : l'armée du prince de Condé, qui est destinée à entrer en France par l'Alsace et à attaquer Strasbourg; celle des princes, appelée l'armée du centre, qui est à la suite du roi de Prusse, pour faire son entrée en France par la Lorraine, et qui doit aller à Paris directement, et celle du prince de Bourbon, fils du prince de Condé, qui doit pénétrer par les Pays-Bas et attaquer Lille en Flandre.
Forte de 10 000 hommes, elle rentre en France à l'arrière-garde de l'armée de Brunswick. lors de l'invasion des Prussiens en Champagne, Charles Eugène Gabriel de La Croix de Castries commande avec le maréchal de Broglie l'armée des princes. Ce corps d'armée est licencié le 24 novembre 1792, deux mois après la victoire française à Valmy. Les soi-disant alliés des émigrés considèrent toujours les Français comme des ennemis et soucient avant tout de leurs intérêts nationaux. C'est le cas aussi des populations de l'Empire qui se souviennent encore des dragonnades, notamment dans le Palatinat.
Charles de La Croix de Castries, fils du maréchal de France Charles Eugène Gabriel de La Croix de Castries, s'engage dans l'armée de Coblence. En 1794, il crée son propre corps d'émigrés, portant son nom, mais financé avec les subsides de l'Angleterre. Cette troupe ne participe à aucun combat et est dissoute au bout d'un an, le Cabinet britannique ayant cessé ses versements.

#### La Maison du Roi

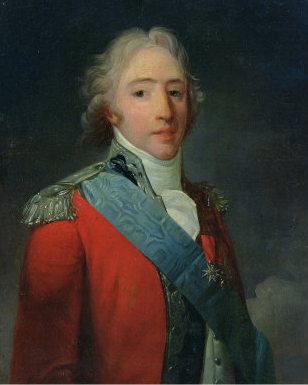
À Coblence, ils sont réduits à crier : Monseigneur, accourez la tête de la noblesse française!.

Le point capital est la réorganisation de la maison du Roi, qui a été supprimée depuis une douzaine d'années pour soulager les contribuables. Les quatre corps de la maison du Roi, mousquetaires, chevau-légers, grenadiers à cheval, gendarmes de la garde, sont rapidement formés, ils sont commandés par le marquis du Hallay, le comte de Montboissier, le vicomte de Virieu, le marquis d'Autichamp. À ces quatre corps officiels s'ajoutent les chevaliers de la couronne, sous le comte de Bussy ; la compagnie de Saint-Louis des gardes de la porte, sous le marquis de Vergennes, puis la maison militaire de Monsieur, dirigée par le comte d'Avaray et le comte Charles de Damas, et celle de M. le comte d'Artois, sous le bailli de Crussol et le comte François d'Escars. Tous les uniformes sont taillés pour le bal, ce ne sont que couleurs fraîches, broderies, boutons armoriés. « Notre uniforme était galant », dit un enfant qui vient d'être accueilli dans un de ces corps, « bleu de ciel avec collet et parements orange toutes les tresses du shako, du dolman et de la pelisse étaient en argent, nous étions tous très-jeunes et le plus grand nombre était beau et joli. Ce monde finit, il ne cesse pour cela de rire ». Il existe aussi une « Institution de Saint-Louis », mais ce petit corps d'élite a une existence relativement éphémère. Au campement de Pfaffendorf à Coblence, la compagnie de Luxembourg des gardes du corps est recréée. Quelques rares privilégiés - une centaine d'hommes — suivront le prince à Mittau.
Quelques unités :
- Régiment de hussards de Bercheny
- Hussards de Salm-Kirburg
- Régiment de Saxe hussards
- Hussards de Baschi de Cayla
- Hussards de la Légion de Damas
- Hussards de Choiseul
- Hussards de Rohan
- Hussards de Hompesch
- Régiment de Rohan
- Corps de marine du comte d'Hector, dont la 9e compagnie de Pierre-Joseph Kergariou de Roscoët[31].

### Au sein de l'armée hollandaise
- Légion de Damas
- Hussards de la Légion de Béon

### Au sein de l'armée autrichienne

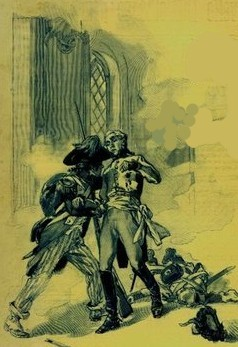
Les ordres des commissaires de la Convention montagnarde n'empêchent pas des Français d'avoir parfois pitié des prisonniers ennemis : émigré secouru par un carmagnole.

Après la campagne de 1792 les Autrichiens récupèrent trois des meilleures unités de cavalerie de l'armée française : le régiment Royal-Allemand cavalerie, le régiment de Saxe hussards et le régiment de hussards de Bercheny. Ces trois unités sont largement composées de mercenaires allemands et les Autrichiens trouvent donc parfaitement normal de les intégrer à leur armée.
Après quelques succès initiaux dans sa conquête des Pays-Bas, Charles François Dumouriez est battu le 18 mars 1793, à la bataille de Neerwinden (1793). Il abandonne la Belgique et négocie. La Convention enquête, lui envoie des représentants, il les livre aux Autrichiens et veut marcher sur Paris. Le lendemain, il harangue ses troupes qui restent muettes et son armée l'abandonne en partie. Mais un millier d'hommes l'ont suivi, 458 fantassins des régiments d'Auvergne, du Poitou, du Royal des Vaisseaux, de La Couronne, de Vivarais, le Royal suédois, les chasseurs des Cévennes, tirailleurs d'Egron, plus un bataillon de volontaires et 414 cavaliers des hussards de Bercheny, des Bourbon-Dragons, des Hussards-Braconniers, le 3e escadron des cuirassiers du Roi et un escadron de dragons volontaires.

#### Quelques unités
- Le Royal-Allemand
- Les hussards de Bercheny
- Les hussards de Saxe
- Les Chasseurs de Bussy
- La Légion de Bourbon

### Au sein de l'armée espagnole

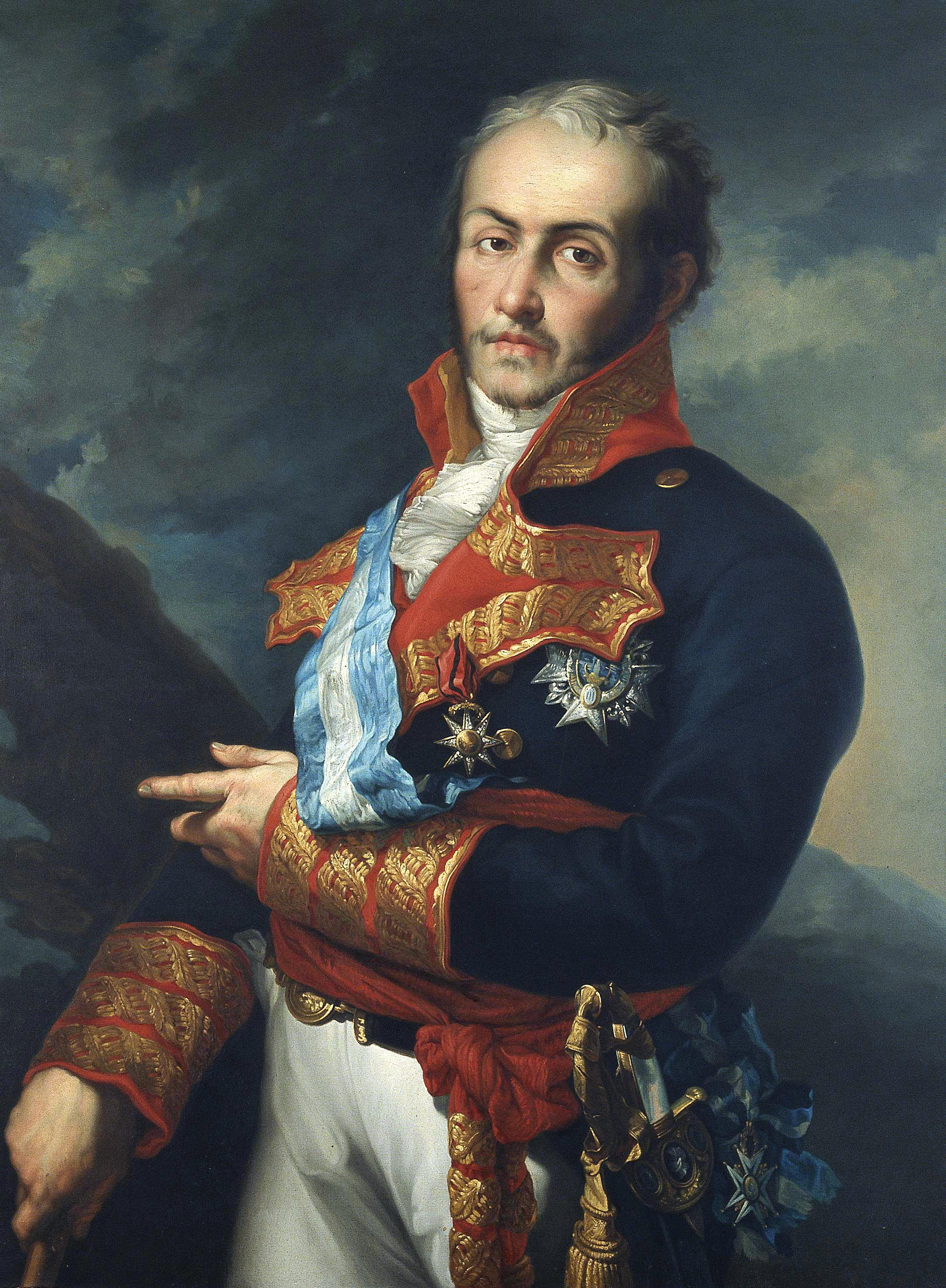
Le général Pedro Caro y Sureda commande les légions françaises et les troupes espagnoles dans les Pyrénées occidentales.

En mars 1793, la France déclare la guerre à l'Espagne. C'est ce qu'attendaient avec impatience les nombreux émigrés du Midi et du Roussillon réfugiés de l'autre côté des Pyrénées. Le général Antonio Ricardos et ses 15 000 hommes, dont les légions du comte de Panetier et du Vallespir, pénètrent dans le Roussillon vers Perpignan pour une campagne timide et peu offensive, sans doute du fait des faibles effectifs engagés. Après quelques victoires et défaites, l'attaque espagnole piétine.

#### Légion du comte de Panetier
La Légion du comte de Panetier (ca) est l'un bataillon de troupes royalistes créé en 1793 par Louis-Marie de Panetier de Miglos, comte de Miglos et Montgreimier, ancien seigneur direct de Villeneuve, (° - † 1794), député de la noblesse du Couserans. Très opposé aux révolutionnaires, il quitte l'Assemblée en 1791. Il recrute aussi bien des membres de la noblesse émigrée que des déserteurs Français qui se présentent et également quelques sous-officiers espagnols. Ses effectifs sont de 400 hommes. Ils combattent aux côtés des troupes espagnoles du général Antonio Ricardos pendant la guerre entre le royaume d'Espagne et la France révolutionnaire, en Catalogne. Assez rapidement, la plupart des Français quittent la légion du Vallespir (qui devient bataillon de la frontière) pour rejoindre Panetier. Ce dernier s'illustre avec sa troupe par les prises de Montbolo et Saint-Marsal et prend ses quartiers d'hiver à Port-Vendres. Ils défendent Port-Vendres en mai 1794 et sont évacués par mer pour éviter qu’ils ne soient faits prisonniers et guillotinés. Ils sont commandés par le colonel-comte de Panetier, et à sa mort en janvier 1794 par le général Santa-Clara. Ils forment avec des survivants complétés en juin 1794 par des compagnies du Royal-Provence rescapées du siège de Toulon et du Royal-Roussillon, la Légion de la Reine après juin 1794. Cette unité qui porte ce nom en l'honneur de la reine d'Espagne opère au sein de l’armée espagnole et se bat à Zamora le 5 janvier 1796, puis elle est intégrée dans le régiment de Bourbon.

#### Légion du Vallespir
La légion du Vallespir est une unité légère, son recrutement en 1793 est rapide. On y voit au départ des officiers et sous-officiers Français et Espagnols, tandis que les soldats sont Espagnols. Le général espagnol Antonio Ricardos fournit des soldats espagnols à des officiers français émigrés. Elle opère au sein de l’armée espagnole et est composée de 250 hommes. Mais durant l’année chaotique au cours de laquelle la Révolution est tenue en échec dans le sud des Pyrénées Orientales, pratiquement tous les 450 hommes valides de Saint-Laurent-de-Cerdans, et des centaines d’autres du Haut-Vallespir, se battent aux côtés des troupes espagnoles dans la Légion du Vallespir. Le bataillon de Saint-Laurent est commandé par Abdon de Costa (parfois appelé le Larochejaquelein du Midi) ; les jeunes Thomas et Jean de Noëll en étaient capitaine et lieutenant. La légion, sous l’autorité générale d’Ortaffa, ancien seigneur du village voisin Prats-de-Mollo, combat activement avec les armées espagnoles dans la plaine, et aide à repousser les tentatives de l’armée du général Dagobert pour reprendre Arles-sur-Tech en octobre 1793. Les nombreuses désertions vers la légion de Panetier font que le reste de la Légion est intégré au sein du régiment de Bourbon.

#### Royal-Roussillon
Il existe deux régiments Royal-Roussillon dans l’armée française de l'ancien Régime, le Royal-Roussillon Infanterie et le Royal-Roussillon Cavalerie
Le Royal-Roussillon est formé à Barcelone fin 1793 par le général Antonio Ricardos aidé par un major de la légion du comte Claude-Anne de Rouvroy de Saint Simon. Ils trouvent quelques émigrés, principalement des artisans catalans du Nord, mais aussi et surtout des déserteurs et des prisonniers « carmagnole » ou même de droit commun, car le recrutement s'avère difficile. Ses individus déjà suspects aux yeux des Catalans sont conduits dans une caserne à Barcelone. Le 29 juin 1794, jour de fête religieuse en Espagne, ces 200 grands soldats, qui ne se sont jamais battus contre les républicains, plantent un arbre de la liberté, dansent la farandole, et guillotinent l'image du roi d'Espagne. Les Catalans l’apprennent, se rassemblent devant la caserne et y pénètrent en criant : « Vive la religion ! Longue vie à notre roi catholique ! Mort aux Français ! » C’est un massacre : 129 pseudo-soldats sont tués 40 blessés. Il y a un peu partout une campagne anti-française dans la Catalogne du Sud. Le Royal Roussillon est donc licencié et ses membres les plus dignes de confiance versés dans la légion du comte Panetier, puis la légion de la Reine.

#### Légion catholique et royale des Pyrénées
Claude-Anne de Rouvroy de Saint Simon, (1743-1819), marquis et député de la noblesse du bailliage d'Angoulême est maréchal de camp émigre et il fait la campagne de 1792 dans l'armée des Princes. Le 16 mai 1793, Charles IV le nomme maréchal de camp de ses armées. Il le charge par de rassembler à Pampelune des émigrés désirant se battre. Il engage 600 fantassins et forme un escadron de hussards et prend leur commandement. Cette « légion des Pyrénées » (ou « légion de Saint-Simon ») est formée de nobles, gentilshommes et officiers, mais aussi de prisonniers de guerre, de déserteurs, de basques émigrés et également de quelques sous-officiers espagnols. L'unité ne participe à aucune opération importante au cours de l'année 1793. En décembre 1793, le gouvernement espagnol songe à envoyer la légion Saint-Simon au siège de Toulon, où Anglais et Espagnols avaient débarqué durant l'été.
Claude-Anne de Rouvroy de Saint Simon est employé sous les ordres du général Pedro Caro y Sureda, à l'affaire d'Irun, Saint-Simon reçoit une balle qui lui traverse le cou. Le 29 septembre 1793, il obtient le brevet de colonel de la légion royale des Pyrénées, et onze jours après le grade de lieutenant-général des armées d'Espagne. Sa légion combat dans les Pyrénées-Atlantiques et notamment :
- à Saint-Étienne-de-Baïgorry (26 avril 1794), avec de fortes pertes, dont 17 prisonniers guillotinés[44]
- dans les montagnes d’Arquinzun (10 juillet), fortes pertes (30 à 50 % de l’effectif)
- à Port-Bidassoa (24 juillet), fortes pertes en couvrant la retraite espagnole (dont 50 prisonniers)
- au siège de Pampelune (novembre).

Ces émigrés et déserteurs quand ils sont faits prisonniers sont exécutés.
En défendant la position d'Argenson, Saint-Simon est encore atteint d'une balle qui lui traverse la poitrine. Sa légion opère désormais au sein de l’armée espagnole de Navarre et est envoyée à l’arrière en 1795, puis est appelée Légion de la Reine après sa fusion avec le Royal-Roussillon.
En 1796, Saint-Simon est nommé commandant en second de l'armée de Navarre, et, le 20 avril 1796, colonel-commandant du régiment d’infanterie de Bourbon qu'il a ordre de former. Au mois de mai suivant, le roi d'Espagne l'élève au grade de capitaine-général de la Vieille-Castille d'Espagne.

#### Régiment de Bourbon
Créé en 1796 par le marquis Claude-Anne de Rouvroy de Saint Simon, (° 1743 - † 1819), le régiment de Bourbon regroupe des survivants de la légion de la Reine (ex-légion de Panetier), du bataillon de la Frontière, et surtout de la légion royale des Pyrénées. Claude-Anne de Rouvroy de Saint Simon en est aussi le premier chef. Ce régiment opère au sein de l’armée espagnole, où il porte le nom exact de Regimiento de Infantería Borbón et a le no 47 en 1796, puis en 1802 le no 37. Ce régiment va exister au sein de l’armée espagnole, jusqu’en 1931, où il est intégré au Regimiento de Cazadores de Alta Montaña Galicia no 64. Mais dès 1814 il est formé de soldats étrangers et des gardes Wallonnes. Du temps des émigrés français ses effectifs sont de 1 600 hommes en 1808. Il est en garnison à Ciudad Rodrigo (1797), puis à Majorque et se bat au siège de Gérone, qui chute le 9 décembre 1808, et où il perd 300 prisonniers et à la bataille de Rozas (1808).
José de San Martín, le futur grand révolutionnaire sud-américain, combat dans ce régiment les Bonapartistes.

### Au sein de l'armée anglaise

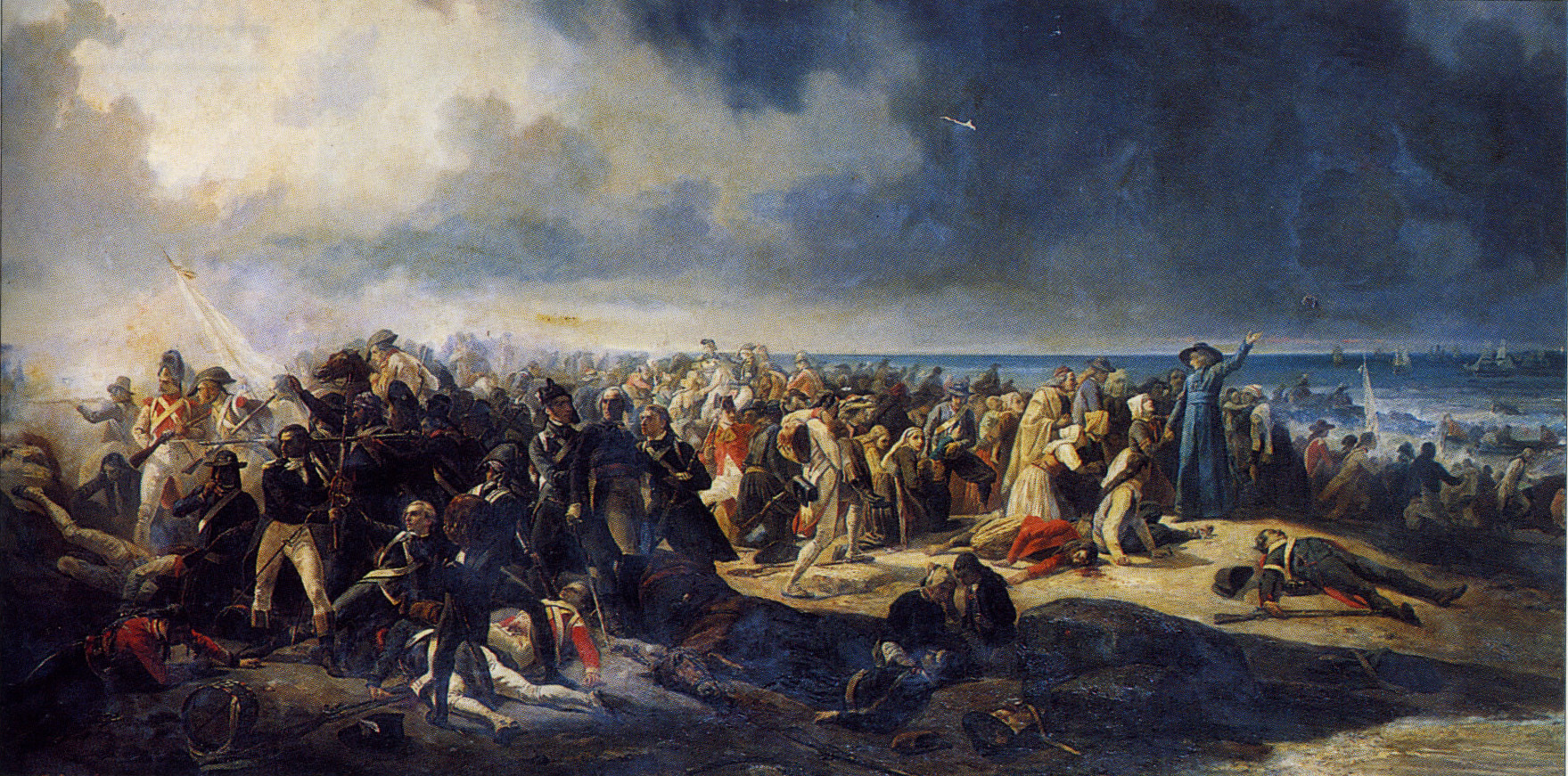
Le débarquement des émigrés à Quiberon est une grande défaite pour l'armée des émigrés.

#### Quelques unités

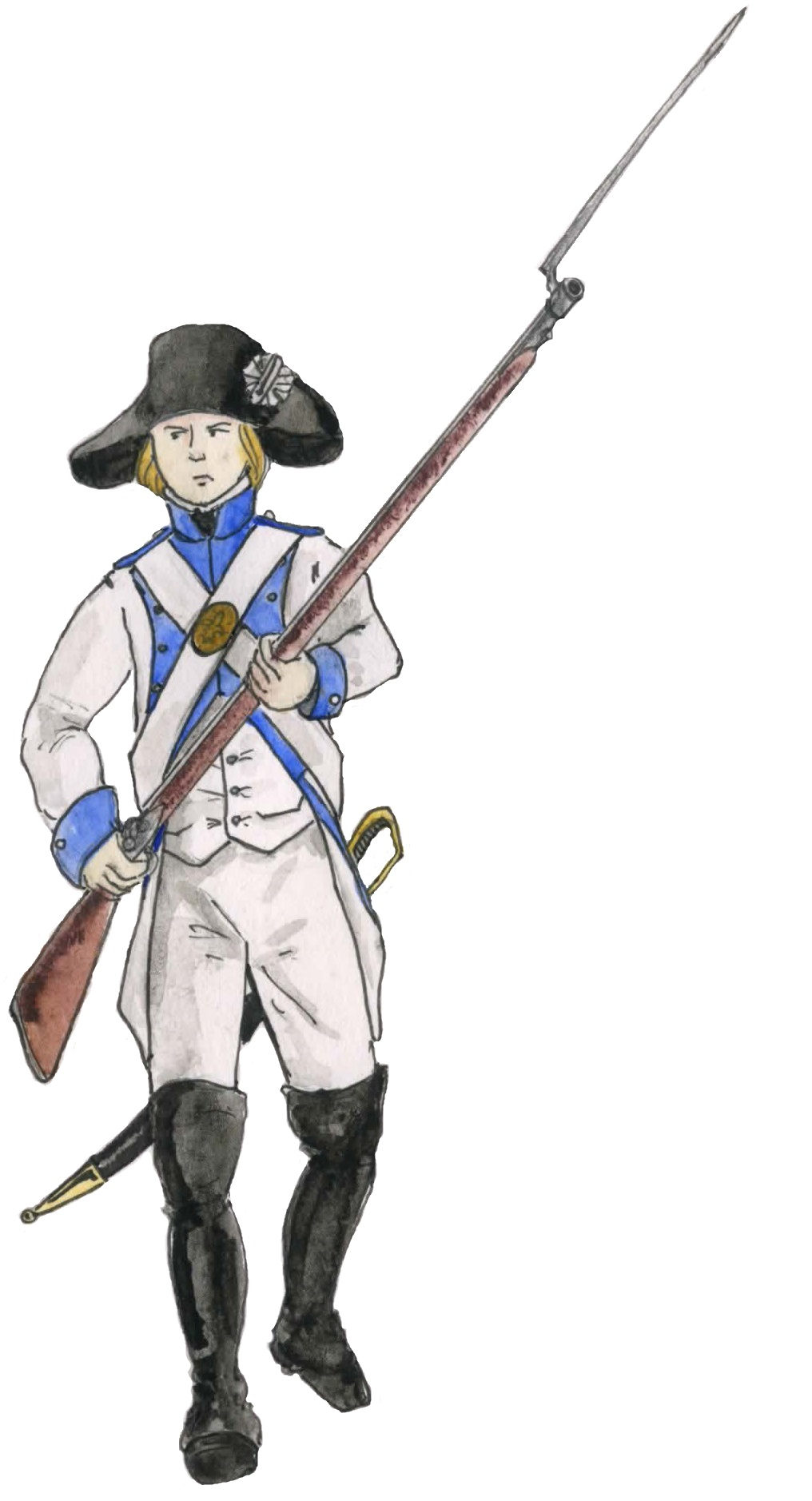
Uniforme du Régiment d'Hervilly.

On évoque ici le rôle des quelques unités  de l'armée de Condé ayant servi dans l'armée britannique :
- Les Hussards de Guernesey incorporés dans les Hussards d'York en 1800
- Les Hussards d'York
- Le Régiment Hector ou Marine Royale
- Le Régiment Loyal-Émigrant
- Les Compagnies d'invalides étrangers (Principalement composées de blessés du Régiment Loyal-Émigrant)
- Le Régiment du Dresnay, puis de Léon
- Le Régiment Royal-Louis, puis d’Hervilly
- Le Régiment de Mortemart
- Le Régiment d'Allonville
- Les Hussards de Hompesch
- Les Chasseurs de Hompesch
- Le régiment des uhlans britanniques
- Hussards émigrés de Bercheny
- Les Hussards de Salm-Kirburg
- Les Hussards de Waren forment une unité d'une soixante d'hommes. Neuf survivent au débarquement des émigrés à Quiberon et débarquent à l'île d'Yeu. Cette unité est dissoute le 24 janvier 1791[49].
- Hussards de Choiseul
- Hussards de Saxe
- Les Hussards de Baschi de Cayla
- Les Hussards de la Légion de Damas
- Les Hussards de Rohan
- Les Hussards de la Légion de Béon
- La Compagnie d'artilleurs franco-maltais
- Le régiment des Chasseurs britanniques (1801-1814)

##### Les Corses et les troupes des Antilles
- Les Franc-Chasseurs (1793-1798)
- Les Dragons légers corses (1794-1795)
- Les Ingénieurs et artificiers étrangers (Corses)
- Les trois Bataillons royaux anglo-corses (1794-1796)
- La Gendarmerie royale anglo-corse
- Le Smith's Corsica regiment (1795-1797)
- Le Corps des émigrés de Saint-Domingue
- La Légion britannique de Saint-Domingue (émigrés et créoles)
- Les Uhlans britanniques de Saint-Domingue (émigrés et créoles)
- Les Chasseurs français (noirs ou gens de couleur)
- Les Gendarmes Royaux Anglais (officiers et auxiliaires noirs)

### Le régiment d'Allonville (1794-1796) et ledébarquement en Vendée

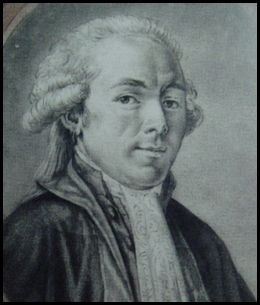
Joseph de Puisaye.

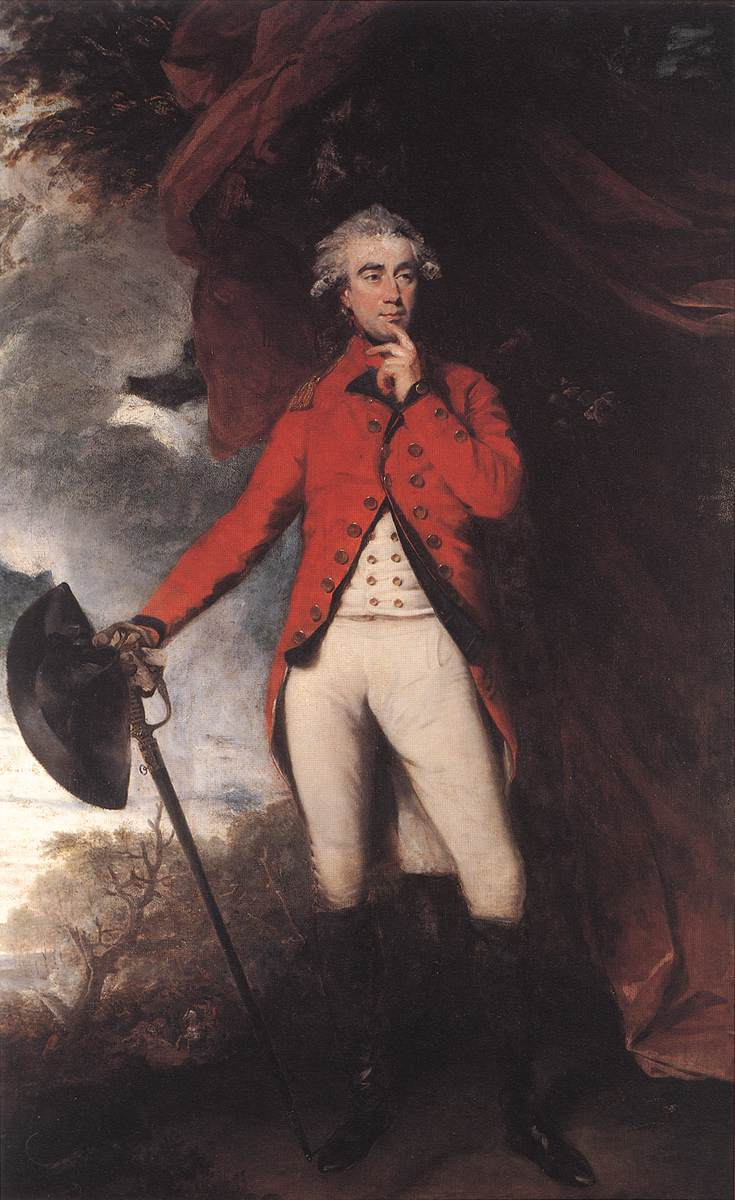
Francis Rawdon-Hastings, Lord Moira.

Le général Armand Jean d'Allonville passe au service de sa majesté britannique. Il recrute des émigrés et s'embarque à Brême, en juin 1793, avec 500 gentilshommes sous ses ordres. Les cadres d'Allonville doivent former le régiment d'Allonville en débarquant en France pour rétablir sur leur trône les Bourbons. L’historien, Armand François d'Allonville, son fils, écrira : « Après huit mois d'actives démarches, Puisaye avait obtenu que l'expédition, toute française, se composerait des régiments français à la solde anglaise et qu'il serait formé des cadres (skeleions) divisés en quatre compagnies, dont chacune, après son recrutement sur le continent, deviendrait un régiment (genuine). Leurs commandants étaient le prince de Léon, M. d'Oilliamson, le vicomte de Chambray, et le comte d'Allonville, mon père. Stationnés à Jersey et Guernesey, ces cadres avaient pour objet de seconder l'expédition principale ». Ce que l’Histoire générale des émigrés pendant la révolution française de Henri Forneron confirme. Mais lui parle de quatre brigades.
Le régiment d'Allonville est un régiment de cadres composé de gentilshommes bretons, 186 anciens officiers de l’armée royale, dont les moindres grades sont des sous-lieutenants ou des élèves de marine. Les cadres de d'Oilliamson fournissent des officiers et des hommes au régiment d'Allonville, mais le but est d’opérer une descente sur les côtes de la Bretagne ou de la Vendée, sous les ordres de S.A.R. Monsieur, comte d'Artois et d’encadrer les volontaires vendéens ou chouans et d'anciens prisonniers que les contre-révolutionnaires surnomment « carmagnoles ».
Début septembre 1795, Armand Jean d'Allonville qui a quitté Guernesey est au camp de Ryde, dans l'île de Wight. Son corps émigré de quatre compagnies compte 240 volontaires, tous anciens officiers ou gentilshommes. Soixante bâtiments de transport mouillent à Southampton : ils sont destinés à prendre à bord une armée expéditionnaire qui va débarquer en Vendée. D'immenses préparatifs sont faits dans les cités maritimes et dans les garnisons de la Grande-Bretagne. Pour réveiller les premiers élans des Vendéens, on leur fait chaque jour passer les feuilles publiques constatant les progrès de l'expédition. On désigne les généraux et les régiments qui doivent y prendre part. C'est Francis Rawdon-Hastings, lord Moira, qui la commande en chef : « le nom de ce militaire est une garantie d'honneur, de courage et de loyauté ». Le major-général Doyle se place à la tête de la première division de débarquement ; la seconde, entièrement formée d'émigrés, se compose des régiments de Mortemart, de Castres, d'Allonville, de Rohan et de Choiseul et aussi les chasseurs d'York et les uhlans britanniques. Le comte d'Artois doit faire partie de l’expédition.
Les républicains sont prévenus et ils réunissent toutes leurs forces navales et terrestres. La flotte qui doit opérer sur une grande échelle ne se compose en réalité que de quarante bâtiments de transport : on n'y compte en soldats que 2 000 fantassins, 500 uhlans et un cadre d'officiers français émigrés, ne s'élevant pas à plus de quatre ou 500 hommes.
Les trois premières compagnies du régiment d'Allonville prennent part à la courte occupation de l'île d'Yeu, à la fin de 1795, mais les troupes ne débarquent pas en Vendée. Sur terre des milliers de Vendéens sont prêts à balayer les faibles forces républicaines. Mais seule une poignée d'émigrés débarquent. Le comte d'Artois tarde. Des renforts républicains viennent renforcer les troupes déjà sur place et les Anglais ne veulent pas attaquer Noirmoutier défendue par 2 000 hommes et une puissante artillerie. Lord Moira, trop soucieux des intérêts français doit quitter le commandement de cette armée, au grand regret des royalistes émigrés, auxquels il montra toujours beaucoup de zèle et d'intérêt. Il était ami avec le général d’Allonville.

### Au sein des Vendéens et des Chouans

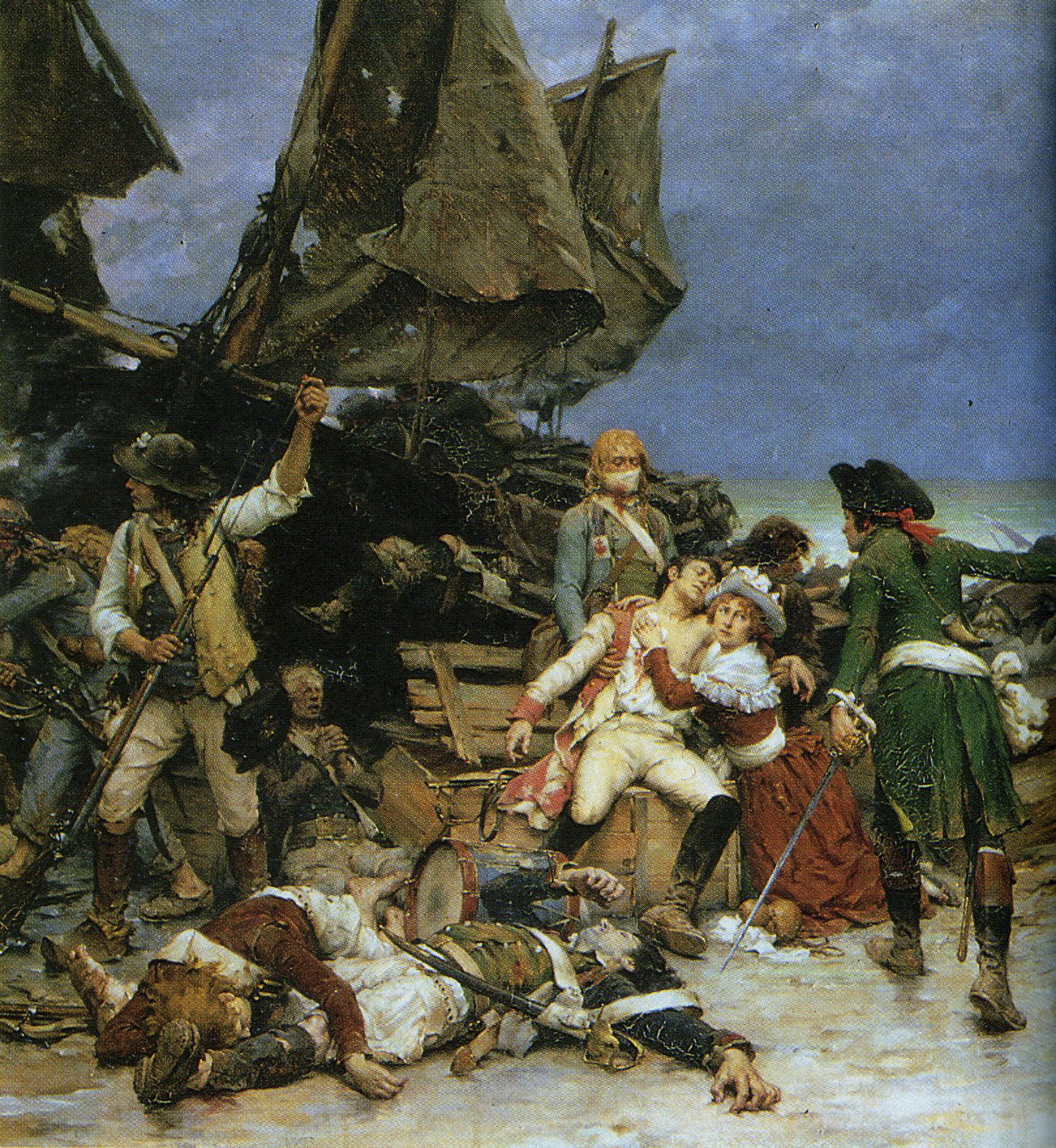
Épisode de la déroute de Quiberon (détail), peinture de Pierre Outin, 1889.

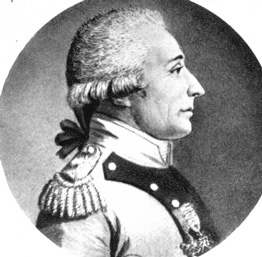
Louis Charles d'Hervilly.

Le premier contact entre les Vendéens et les émigrés basés à Jersey a lieu en octobre 1793, au début de la Virée de Galerne lorsque les Britanniques demandent aux Vendéens de prendre un port pour faire débarquer des renforts. Cependant une autre lettre du comte de Dresnay, commandant des émigrés, incite les Vendéens à se méfier des Anglais affirmant que ces derniers ont refusé de les débarquer en France pour rejoindre l'armée catholique et royale.
En 1795, Joseph de Puisaye, général en chef des chouans de Bretagne, passé en Angleterre, est à l'origine de l'expédition de Quiberon. Plus de 5 000 soldats émigrés débarquent à Carnac, plus de la moitié étant cependant des transfuges républicains enrôlés de force. Bien qu'accueillis fraternellement, la discorde ne tarde pas à apparaître, le chef des émigrés Louis Charles d'Hervilly n'a aucune confiance dans les chouans et refuse d'engager ses troupes, les chouans se retrouvent seuls à subir les contre-attaques des républicains. L'expédition se termine sur un désastre, finalement engagés, les régiments émigrés sont écrasés à la bataille de Plouharnel et à la bataille de Quiberon, plus de 500 sont tués au combat, 627 sont faits prisonniers et fusillés, ainsi que 121 chouans. La colère des chouans est extrême contre les émigrés, accusés par ces derniers d'avoir provoqué l'échec de l'expédition. Le général émigré Antoine-Henry d'Amphernet de Pontbellanger est arrêté et condamné à mort par les chouans pour avoir abandonné l'armée, il est finalement gracié et banni par Georges Cadoudal le nouveau général du Morbihan, choisi par ses hommes. Cadoudal refuse d'accueillir le moindre officier émigré dans le Morbihan, et dans une lettre à Vauban, le 7 septembre il qualifie les émigrés de « monstres qui auraient dû être engloutis par la mer avant d'arriver à Quiberon ».
Puisaye en revanche, continue de s'appuyer sur les unités émigrées, mais brouillé avec Cadoudal, il quitte le Morbihan et gagne l'Ille-et-Vilaine. Le 5 novembre, Puisaye écrit au conseil des Princes à Londres:

« Le Morbihan, que Georges tient dans ses mains, se prononce plus que jamais contre la noblesse et contre les émigrés : ils font une guerre populaire, disent-ils, et non pas une guerre de restauration. Dans ce corps d'armée, les gentilshommes sont sans crédit, parce que Georges a su concentrer tous les pouvoirs et capter toutes les confiances. Il faut s'attendre à le voir nous échapper d'un jour à l'autre ; non pas pour aller à la République, il en sera toujours le plus implacable ennemi, mais pour combattre à sa manière la Révolution qu'il déteste. L'opposition à nos projets viendra toujours de ces royalistes qui veulent établir l'égalité sous le drapeau blanc. Le crédit de la noblesse a beaucoup perdu : dans le Morbihan on aime en gentilhomme qui se bat en volontaire ; mais on ne veut pas que le premier débarqué vienne faire la loi. Ce qui se passe ostensiblement dans cette contrée se fait pressentir secrètement dans toutes les autres de la Bretagne. »

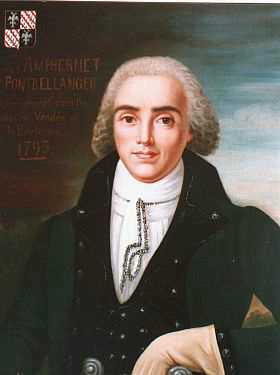
Antoine-Henry d'Amphernet de Pontbellanger.

Joseph de Puisaye rejoint les divisions de Fougères et de Vitré commandées par Aimé Picquet du Boisguy dans l'est de l'Ille-et-Vilaine. Toujours décidé à s'appuyer sur la noblesse, il crée la compagnie des Chevaliers catholiques, constituée d'une soixantaine d'émigrés, tous officiers. Ces derniers reçoivent plusieurs commandements dans les divisions chouannes ce qui déplaît aux chefs déjà en place. En mars 1796, un officier chouan surnommé « La Poule » tente de provoquer un soulèvement contre les émigrés. Il est cependant rapidement arrêté sur ordre de Puisaye, jugé, puis fusillé.

« La mésintelligence ne tarda pas s'introduire dans la division : les chefs de canton, les capitaines et tous les officiers nommés avaient gagné leurs grades sur le champ de bataille ; cela n'empêcha pas quelques officiers venus avec M. de Puisaye de blâmer ces choix. Il se trouve partout toujours partout des esprits chagrins et jaloux et des courtisans du pouvoir, quelques-uns parlèrent de l'éducation, des manières rustiques de certains officiers, de la jeunesse des autres, élevés si vite à des grades supérieurs ; d'autres critiquaient les opérations et la manière de faire la guerre. Chalus fut nommé major général de l'état-major de Puisaye et chevalier de Saint-Louis ; il n'y avait que quelques mois qu'il servait dans la division comme lieutenant de Bonteville, on trouva son avancement bien rapide, quoiqu'il fût très bon et très brave officier. Tout cela donna lieu à des discussions et des récriminations très vives.
Une querelle eut lieu pour les logements entre les Chevaliers Catholiques et les soldats d'une compagnie du Centre. Du Boisguy fut obligé d'aller lui-même rétablir l'ordre, il ne fut pas content de la manière dont quelques-uns lui répondirent, et résolut de ne pas conserver cette compagnie dans sa division. Le jour même, il dit à Puisaye qu'il ne voulait pas avoir avec lui des troupes qui méconnussent son autorité, parce qu'il se verrait, à regret, obligé de faire des exemples sévères. […]
Le 18 mars 1796, Pontbriand avait indiqué un rassemblement dans la forêt du Pertre. […] M. Coster de Saint-Victor, bon et brave officier, venait d'être lieutenant de la division de Vitré ; M. Gueffier, autre Émigré, était annoncé comme adjudant ; on parlait de beaucoup d'autres nominations d'Émigrés que Puisaye devait envoyer avec les grades de la division. Ces nouvelles causaient certaine rumeur parmi les troupes que commandait La Poule, adjudant du canton de Pontbriand. Toutes les compagnies de ce dernier se trouvèrent au rendez-vous dans la forêt. Il venait d'ordonner de faire l'exercice en attendant Boishamon ; les tambours battaient, et les soldats formaient leurs rangs, lorsque La Poule, qui n'était pas entièrement guéri de la blessure qu'il avait reçue à la tête au bourg de Bais, et qui était un peu pris de vin, aborda Pontbriand, avec un soldat appelé Coignard et un autre de ses partisans lui demandant fort insolemment s'il continuerait à recevoir des Émigrés, et si on était décidé à leur donner les places des officiers qui se battaient depuis si longtemps. Pontbriand lui répondit avec douceur : « La Poule, il n'est pas convenable de m'interroger ainsi. Il n'y a pas un émigré dans ma colonne. On dit que M. de Puisaye en a nommé deux, mais je ne sais encore rien d'officiel. S'il m'en envoie, je serai bien obligé de leur faire un bon accueil. Ainsi calmez-vous ».
La Poule s'emporta alors avec une violence extrême contre les émigrés et dit à Pontbriand « Je veux bien continuer de vous obéir, parce que je vous connais depuis longtemps, mais, s'il nous arrive un seul émigré avec un grade, non seulement je ne le reconnaîtrai pas, mais encore je le ferai fusiller ou je le fusillerai moi-même. »
La Poule parlait haut au milieu d'un groupe nombreux, qui s'était formé autour de lui et de Pontbriand, c'était un homme très brave, qui avait beaucoup d'influence à Argentré, Étrelles et Le Pertre. Pontbriand, qui l'aimait, cherchait à le calmer et l'assura même qu'il perdrait plutôt sa place que de souffrir qu'un seul Émigré vînt prendre celle du dernier officier de ses compagnies. Mais La Poule s'était monté en parlant, rien ne put l'arrêter ; il courut sur la ligne où se rangeait en bataille les compagnies d'Argentré, d'Étrelles et du Pertre et se mit à la haranguer ainsi : « On veut nous faire commander par des Émigrés, je ne le veux pas. Je ne me bats ni pour le roi, ni pour les nobles et tous les braves gens me suivront ». Déjà des cris de « Vive La Poule ! » se faisaient entendre dans les rangs de ces compagnies, lorsque Pontbriand, Hubert, Verron, Piquet, Malbrough, le Fareau, Busson, courent environner La Poule. Hubert le saisit violemment par le bras et lui dit avec colère : « Comment, coquin, tu oses dire que tu ne te bats pas pour le Roi ! Pour qui te bats-tu donc ? Tu n'es plus qu'un brigand armé pour le désordre et le pillage, qu'un misérable bandit ! ». Tous les soldats sur qui comptait La Poule parurent atterrés par ces paroles. Pendant ce temps, Pontbriand avait couru aux compagnies de Saint-M'Hervé, de La Grande-Erbrée, de La Chapelle-Erbrée, de Bourgon et de la Croixille, et leur parla avec tant d'énergie que le cri unanime de « Vive le Roi ! »retentit dans tous les rangs, et fut répété à l'instant même par les compagnies qui venaient, la plupart des soldats ne sachant de quoi il était question, de crier « Vive La Poule ! ». Un roulement de tambours mit fin à cette déplorable scène. »

— Toussaint du Breil de Pontbriand
En août 1795, le comte d'Artois tente de rejoindre les Vendéens avec une armée d'émigrés et d'Anglais. L'Expédition de l'île d'Yeu est un échec, mais plusieurs émigrés débarquent cependant en Vendée pour rejoindre l'armée du général Charette. Ils sont cependant accueillis froidement par les Vendéens, car l'annonce qu'un corps d'officiers émigrés avait été formé pour commander aux paysans a irrité les chefs. Le comportement « fier et dédaigneux » de la plupart des émigrés attire l'hostilité des combattants vendéens, l'officier vendéen Pierre-Suzanne Lucas de La Championnière écrivant qu'on « en était venu à se détester comme si on n'avait pas été du même parti. »

« Des émigrés échappés de Quiberon ou débarqués sur d'autres côtes vinrent à Belleville se joindre à nous. Nous ne pûmes sympathiser ensemble ; on avait eu la maladresse de nous annoncer précédemment, dans une proclamation, que des régiments d'officiers étaient formés pour venir nous commander. Cette nouvelle, loin de nous flatter, nous parut ridicule. Nos chefs, qui commandaient depuis deux ans, n'étaient point disposés à céder leur place et nous leur étions pour la plupart trop attachés pour leur préférer des étrangers. Qu'ils fassent ce que nous avons fait, disions-nous, qu'ils travaillent aussi longtemps, qu'ils se montrent au combat et dans les fatigues, alors les plus braves d'eux ou de nous auront les emplois, ou bien qu'ils fassent des corps entre eux et qu'ils marchent séparément ! De plus, l'affaire de Quiberon nous donna mauvaise idée d'eux, surtout après un combat qu'eut la division de Vieillevigne contre un corps de républicains assez nombreux revenant d'escorter un convoi à Montaigu. L'escorte fut battue et nos soldats revinrent avec de belles armes anglaises prises sur les émigrés.

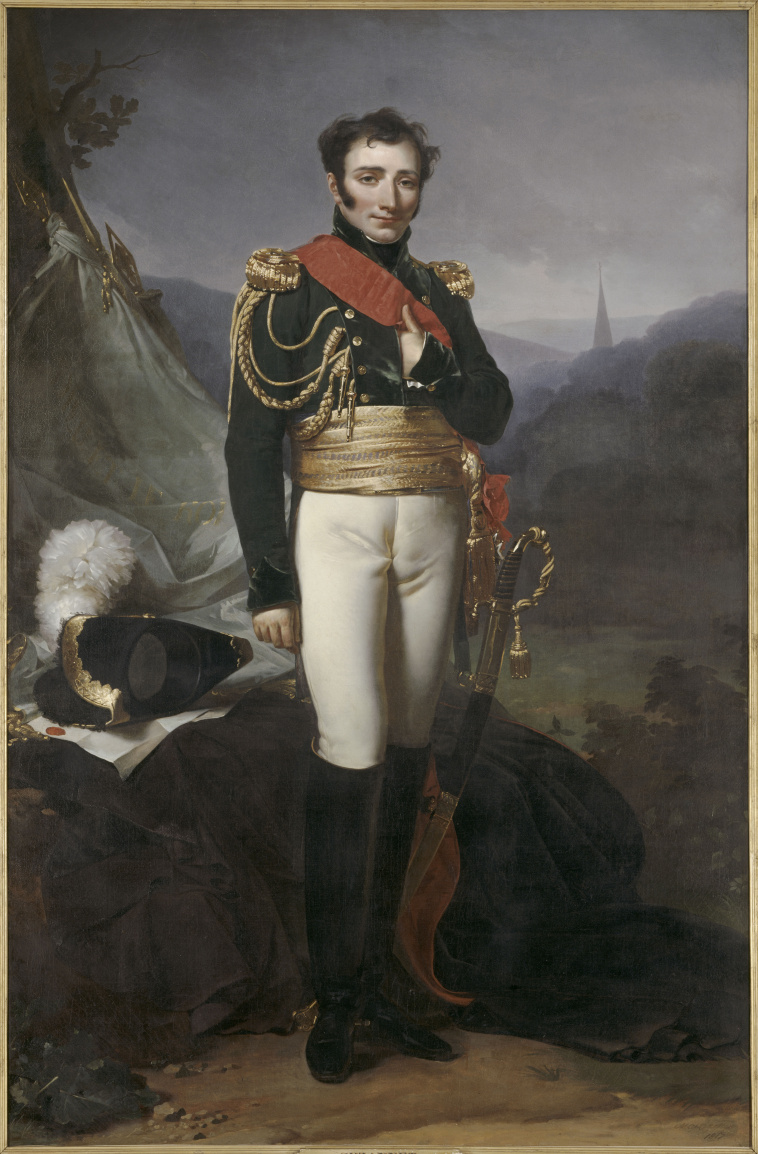
Pierre Constant de Suzannet.

En arrivant, ces Messieurs, loin d'être prévenants envers ceux qui travaillaient à leur préparer les voies depuis deux ans, se montrèrent pour la plupart fiers et dédaigneux. Au lieu de se rapprocher des officiers Vendéens et de leur témoigner de l'admiration, ce qu'ils devaient et par reconnaissance et par politesse, ils firent bande à part et, par un orgueil aussi déplacé, ils firent fructifier les leçons des républicains qui prêchaient par toutes sortes de voies la haine et le mépris de la Noblesse.
Un étranger qui arrivait parmi nous pour obtenir quelque distinction était obligé à la première occasion de faire preuve d'un grand courage, et la valeur consistait à courir sur l'ennemi tête baissée, sous les yeux des plus braves de l'armée ; sans cette épreuve, de quelque qualité qu'on fût, on n'obtenait jamais la crainte ni le respect du soldat. Les vrais militaires se firent bientôt connaître ; malheureusement ils furent presque tous tués dès les premières affaires. Un M. de la Jaille, qui survécut à ceux-ci, malgré la dureté de son caractère, plaisait aux paysans parce que, quoique âgé, il allait à pied et payait de sa personne. Un autre officier, nommé Laporte, éprouva qu'on n'accordait de respect qu'à ceux qui s'étaient fait connaître. Au milieu de la nuit, il se leva pour aller panser son cheval et fut frapper à la porte d'une grange où des soldats étaient endormis ; on lui demanda qui il était : « Ouvrez, leur dit-il, je suis le chevalier de La Porte, chevalier de Saint-Louis. — Eh bien, lui dit quelqu'un, si tu es le chevalier de la Porte, garde la porte ». Furieux d'une telle réponse, il la secoua tellement qu'il l'ouvrit, mais ayant voulu frapper le premier qui se trouva sous sa main, on lui tomba sur le corps il fut battu d'importance. Il fallut du temps pour courir au quartier général chercher des vengeurs et de la lumière, et la grange était vide lorsque tout arriva.
Les divisions qui marchaient les premières au feu avaient aussi l'avantage d'être les mieux traitées, parce qu'en arrivant dans le village où on faisait halte, elles s'emparaient et des logements et de tout ce qui était à leur convenance ; aussi avait-on bien soin dans les marches de ne laisser passer personne en avant outre que ceux qui avaient le droit ou l'habitude d'y être. Lors donc que quelqu'un, à l'approche du coucher, voulait essayer d'entrer aux premiers rangs, on l'accablait de brocards, mais c'était cent fois pis lorsque c'était un émigré. Enfin, on en était venu à se détester comme si on n'avait pas été du même parti. Mais ce qu'il y a de plus surprenant, c'est que M. Charette ne paraissait pas les aimer et il ne refusa point de permissions à ceux qui voulurent se retirer, ce dont plusieurs profitèrent.
M. de Suzannet, depuis son arrivée, se tenait dans un château où l'on disait qu'il faisait bonne chère, tandis que nous manquions de pain le plus souvent ; M. Charette envoya chez lui une compagnie de volontaires avec une permission de tout emporter, ce qui fut bien exécuté. Ce n'était point par prédilection pour ses anciens officiers qu'il en agissait ainsi, car il les traitait durement et ne leur montrait pas grand confiance ; depuis la mort de Guérin, on ne lui connut pas un ami. »

— Pierre-Suzanne Lucas de La Championnière
Plusieurs émigrés passent également dans l'armée de Jean-Nicolas Stofflet qui n'est pas en guerre. En décembre 1795, un officier, « Charles » écrit une lettre à son général en chef où il s'inquiète de l'influence croissante des émigrés au détriment des anciens officiers.
Certains émigrés deviennent cependant généraux de quelque armée catholique et royale, tels que ; Bourmont, Frotté, Godet de Châtillon, Louis d'Andigné, de la Frégeolière, de Suzannet.

### Au sein de l'armée prussienne
En août 1791, Frédéric-Guillaume II de Prusse, à la rencontre de Pillnitz, convient avec l'empereur des Romains Léopold II de soutenir Louis XVI dans l'établissement d'une monarchie constitutionnelle en France. Frédéric-Guillaume prend part personnellement dans les campagnes de 1792 et 1793. Cependant, il est retenu par un manque de trésorerie, tandis que ses conseillers étaient plus intéressés par la Pologne, qui présente de meilleures perspectives de butin qu'une croisade contre la France révolutionnaire.
Entre 1789 et 1806, plus de 5 500 émigrés sont enregistrés dans les États prussiens. La solidarité de classe affichée par le roi et son proche entourage à l’égard des émigrés va influencer durablement la politique intérieure prussienne. Les rois prussiens montrent plus de solidarité de classe vis-à-vis des émigrés que les hauts fonctionnaires. Néanmoins, la raison d’État est aussi pour eux prédominante et les empêche de recevoir beaucoup d’émigrés en Prusse. L’importance de la raison d’État se montre clairement dans le cas de l’insertion des émigrés dans l’armée prussienne qui est un instrument fondamental pour l’intégration de la monarchie prussienne. Les rois ne permettent l’insertion des émigrés à ce corps d’élite que du fait qu'ils sont utiles par leurs hautes compétences en technique militaire, ou parfois assez jeunes pour pouvoir adopter des sentiments d’un patriotisme prussien.
Sans parler du ministre de la guerre Julius von Verdy du Vernois dix généraux prussiens en service ou ayant repris du service en 1914, auront des noms de gentilshommes français : Martin Chales de Beaulieu, Pelet-Narbonne, Neven du Mont, Lavergne-Peguilhem, Beaulieu-Marconnay, Longchamps-Bérier, Le Bret-Nucourt, Ruville et deux Digeon de Monteton. En outre, une dizaine d'officiers supérieurs ayant atteint le grade de général pendant la guerre, seront dans le même cas : deux l'Estocq, Perrinet de Thauvernay, Lorne de Saint-Ange, deux La Chevallerie, des Coudres, et à nouveau des Digeon de Monteton et Beaulieu-Marconnay. Toutefois un certain nombre de ces Allemands sont descendants de huguenots.

### Au sein de l'armée russe

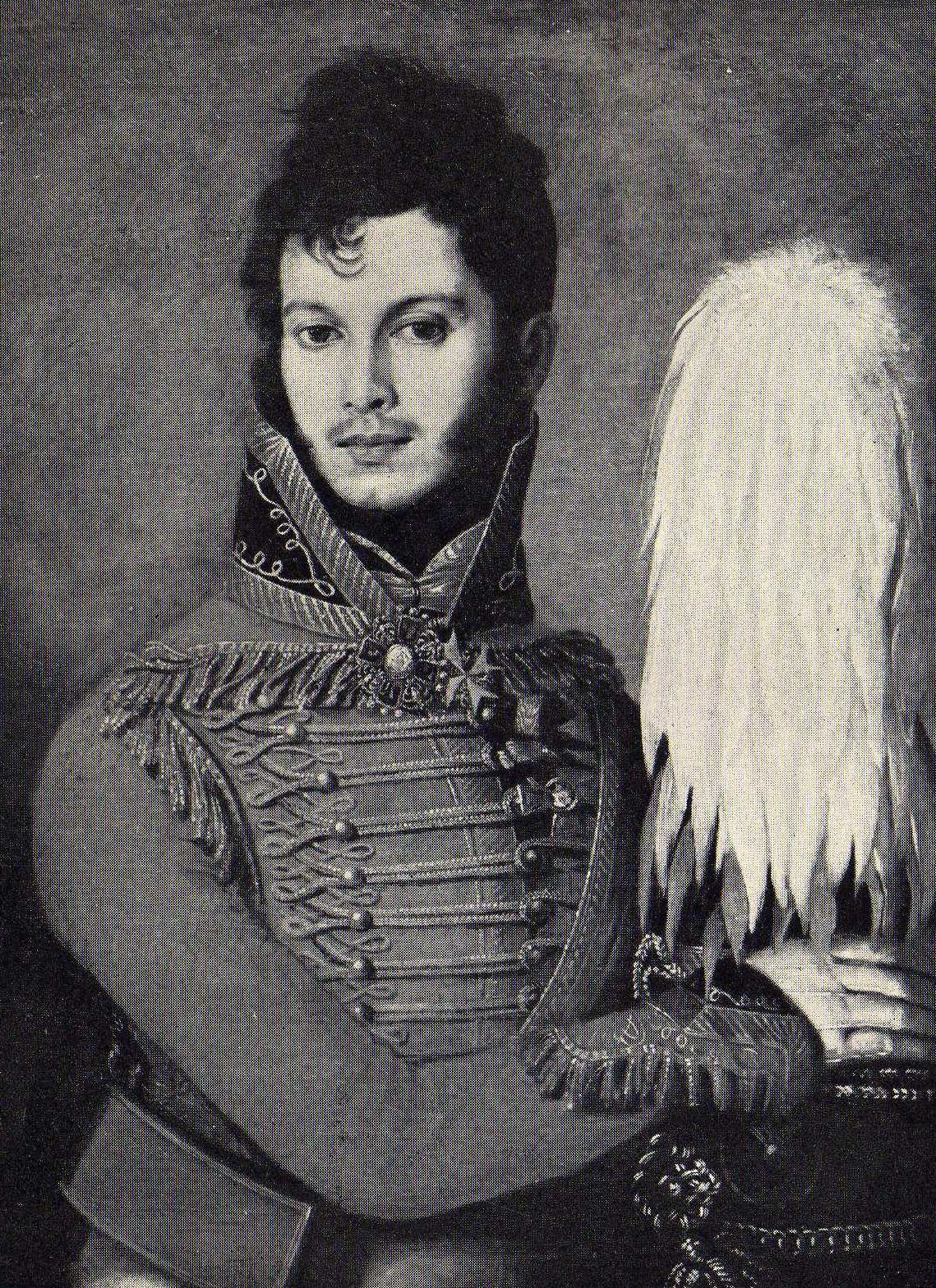
Le comte Louis-Victor-Léon de Rochechouart, neveu du colonel-duc de Mortemart, combat avec son régiment puis au sein de l'armée russe.

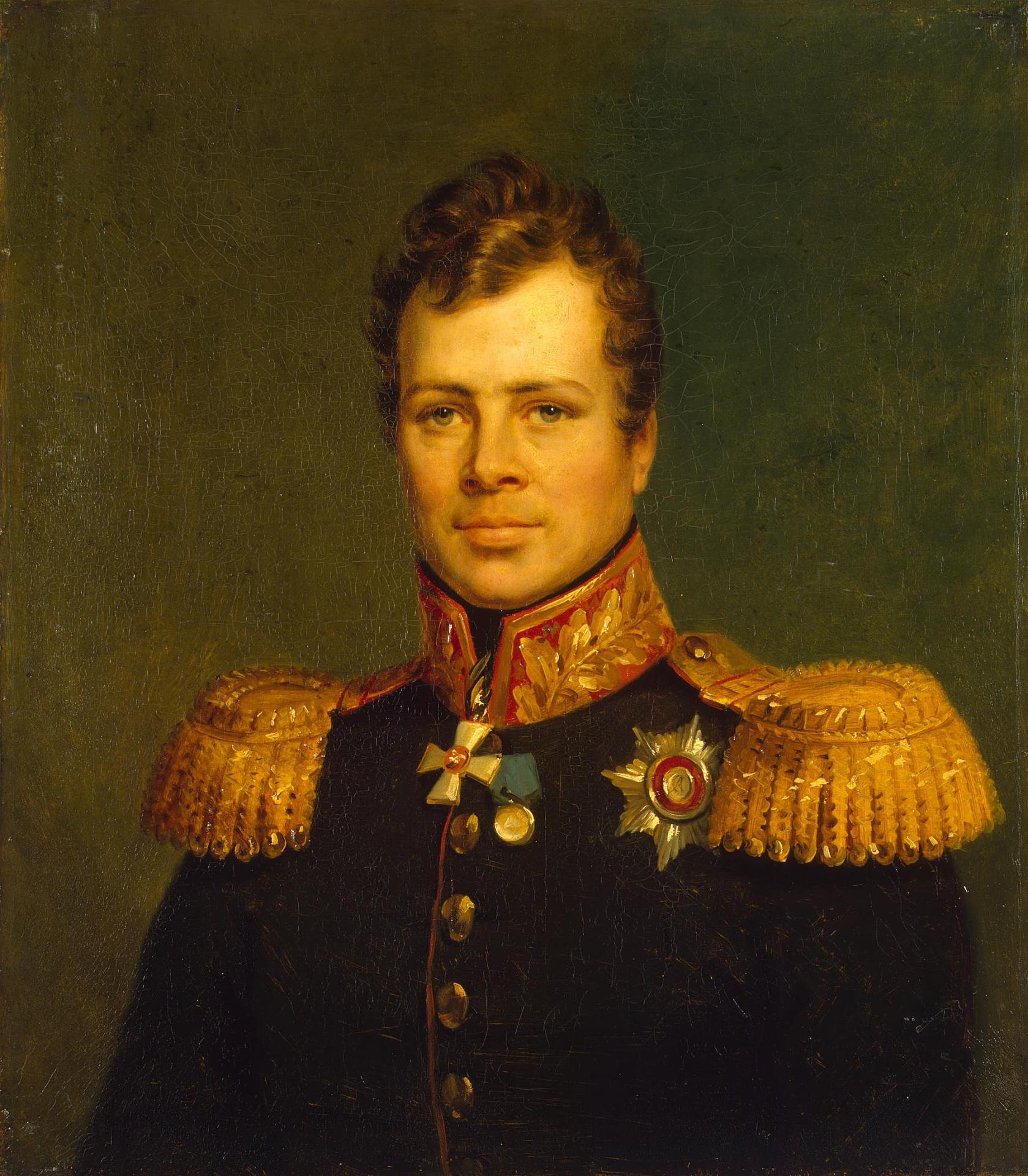
Ange Hyacinthe Maxence de Damas, jeune général au service du Tsar, ministre français.

Où l'émigration française paraît éveiller des sympathies véritables, c'est à la Cour de Russie. Apprenant que le prince de Condé n'a pas reçu cent mille écus promis par l'empereur des Romains, l'impératrice de Russie les envoie aussitôt au prince, en disant : « Tant qu'ils emploieront bien l'argent, je les secourrai ». L'impératrice Catherine II donne ordre en février 1793 à ses ambassadeurs, de racheter, chez toutes les puissances, les gentilshommes et autres émigrés quelconques, qui ont pris service dans leurs troupes, après le licenciement de l'armée des princes.
Au mois de janvier 1793, elle mande au prince de Condé, par l'intermédiaire du duc de Richelieu, qu'elle est décidée à soutenir vivement la cause des émigrés, et qu'elle leur offre, « pour le cas où la République française viendrait à se consolider, un établissement sur la mer d'Azov, au 46e degré de latitude. La colonie se serait composée de six mille nobles, à la disposition desquels on aurait mis, pour qu'ils pussent s'y rendre, une somme de six mille ducats. Chacun d'eux aurait eu deux chevaux et deux vaches. Ils auraient conservé leur culte, obéi à leurs propres lois, et reconnu pour chef le prince de Condé. Le pays qu'on leur donne avait autrefois fait partie de ce royaume du Pont qu'illustra le génie de  Mithridate ».
Mais cette bienveillance de l'impératrice de Russie s'explique par le caractère incertain et obscur de ses rapports avec les émigrés. D'ailleurs, comme cette princesse a eu soin de se tenir à l'écart, dans la lutte terrible engagée entre la France et l'Europe, sa générosité lui coûte peu : celle que les émigrés réclament de la Prusse et de l'Autriche se mesure, au contraire, « par des millions d'écus jetés au vent et des millions d'hommes tués ! ».
Les émigrés français affluent eu Russie. Ce sont généralement des militaires très hostiles à la France révolutionnaire. Thomas Jean Marie du Couëdic, neveu de Charles Louis du Couëdic, émigra en 1791 et servit dans la marine russe en qualité de capitaine de vaisseau. Il reçut un grand sabre russe avant de revenir en France et de mourir, ce sabre à la main, lors de la bataille d'Auray (1815) qui eut lieu après la défaite de Napoléon à Waterloo.
À son avènement le Tsar Paul Ier (1796-23 mars 1801) s'empresse de donner aux émigrés français les témoignages du plus vif intérêt. Il confère à plusieurs d'entre eux des grades dans son armée. Il appelle leur chef dans ses États, et l'y reconnaît avec des qualifications vaines, il est vrai, mais que la République ne peut souffrir. Des comités contre-révolutionnaires se forment pour correspondre avec les mécontents demeurés dans l'intérieur de la France, et y soutenir des espérances propres à retarder le rapprochement des esprits et l'affermissement des institutions de la République.
Pour premier gage de réconciliation, le Gouvernement français demanda au Tsar de retirer la protection éclatante qu'il avait accordée jusqu'alors aux émigrés. Il faut encore s'entendre pour prévenir le cas où quelque émigré admis au service russe prétendrait s'autoriser de son uniforme étranger pour venir en France comme sujet russe, en dépit des magistrats. Ce cas aurait pu amener entre les deux gouvernements des explications toujours désagréables, et qui sont bien souvent des germes de mésintelligence.
Paul Ier consent au fond de la demande ; afin que la stipulation soit conçue en termes tellement ménagés, qu'elle n'est pas l'air d'un abandon commandé par la France, on évite d'employer le mot émigrés et toute autre expression qui les aurait désignés d'une manière trop directe…
Sous le premier rapport, et en vertu de la première partie de l'article, le Gouvernement français peut requérir que tout émigré établi en Russie, qui se permet d'entretenir des correspondances avec les ennemis intérieurs, soit expulsé des terres qui reconnaissent la domination russe. Sous le second rapport, si un émigré au service de la Russie vient en France sous l'uniforme russe, ou avec une mission du Gouvernement, comme il y en a eu des exemples, les magistrats de la République auraient la faculté de l'expulser sans qu'il puisse se réclamer de la protection étrangère.

### Sort réservé aux familles des combattants de l'Armée des émigrés

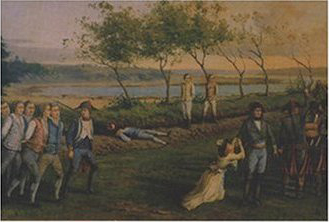
Les fusillés de Vannes, peinture de R. de Coueson, 1895.

Un grand nombre de parents d'émigrés sont massacrés, guillotinés, exécutés ou meurent du fait des conditions de détention dans les geôles révolutionnaires. Beaucoup de leurs proches échappent tout à la fois en se cachant, dans de petits villages du Périgord, ou autres provinces ne connaissant pas trop d'émeutes révolutionnaires ou de Lebon ou de Carrier. Les femmes sont parfois obligées de divorcer. Une petite armée de 748 émigrés prisonniers fut condamnée en 1795 par Hoche sur la presqu'île de Quiberon. Ils furent tous fusillés.
Après la Terreur et la loi du 17 septembre 1793, une femme d'émigré peut survivre, mais elle est condamnée à :
- ne plus pouvoir changer de lieu de résidence,
- une inspection journalière,
- payer des taxes arbitraires,
- subir des vexations des autorités révolutionnaires ou des patriotes,
- être privée de ses biens et d'exploiter une propriété (négoce, ferme…).

Étant donné que les biens des familles d'émigrés sont vendus comme bien nationaux, on attribue aux femmes d'émigrés de ridicules pensions alimentaires en rien comparables à leurs revenus précédents. Écrire à leur mari est devenu un délit.

## Citations
Le général Moreau déclare le lendemain d’une demi-victoire en 1793 :

« Sans cette poignée d'émigrés, l'armée autrichienne était à moi ! »

Napoléon écrit :

« Les émigrés de Quiberon sont descendus les armes à la main sur le sol sacré de la patrie, mais ils l'ont fait pour la cause de leur roi. Ils étaient salariés de nos ennemis, cela est vrai ; mais ils l'étaient ou auraient dû l'être pour la cause de leur roi. La France donna la mort à leur action et des larmes à leur courage ; tout dévouement est héroïque. Déplorables effets des commotions politiques qui déplacent le premier pouvoir de la société ! la vertu, l'honneur, sont renversés de dessus leurs bases, chaque parti se voue avec fureur au culte de ses dieux, et se croit innocent en lui sacrifiant même des victimes humaines. Qui est à plaindre alors ? la nation ; qui est à blâmer parmi les hommes ? un bien petit nombre, si l'on réfléchit que dans ces conflagrations universelles, les circonstances quelquefois les plus minimes précipitent nos destinées indépendamment de notre volonté, de notre caractère, et des résolutions prises la veille d'un évènement inattendu. »